# Steiermark
Die Steiermark ist ein Bundesland der Republik Österreich. Das flächenmäßig zweit- und bevölkerungsmäßig viertgrößte Bundesland grenzt an die weiteren österreichischen Bundesländer Kärnten, Salzburg, Oberösterreich, Niederösterreich und das Burgenland, sowie im Süden an die Republik Slowenien. Haupt- und bevölkerungsreichste Stadt der Steiermark ist Graz, gefolgt von Leoben, Kapfenberg, Bruck an der Mur und Feldbach. Demonym und Adjektiv sind Steirer und steirisch.
Bis zum Ende des Ersten Weltkrieges gab es das weitaus größere Herzogtum Steiermark als Kronland des Kaisertums Österreich, seit 1867 in Österreich-Ungarn. Seit dem Zerfall der Habsburgermonarchie im Oktober/November 1918 und dem Vertrag von Saint-Germain 1919 gehört die Untersteiermark, etwa ein Viertel des historischen Kronlandes, zu Slowenien.

## Geografie
Das Bundesland Steiermark hat eine Fläche von 16.398,74 km² und ist damit das zweitgrößte Bundesland Österreichs. Es verfügt über eine 145 km lange Außengrenze mit Slowenien, womit es – abgesehen vom Ausnahmefall Wien – das Bundesland mit der geringsten Grenzlänge an das Ausland ist. Die Binnengrenze zu den angrenzenden Bundesländern beträgt 870 km.
Die Steiermark ist in mehrere Regionen gegliedert. Flächenmäßig am größten ist die Obersteiermark, die von den nördlichen Landesgrenzen bis zum Steirischen Randgebirge südlich der Mur-Mürz-Furche reicht. Die Weststeiermark liegt südlich davon und westlich der Mur. Die Oststeiermark liegt östlich der Mur und südlich des Wechsels und der Fischbacher Alpen. Zwischen Ost- und Weststeiermark liegt die Landeshauptstadt Graz. Seit jüngerer Zeit wird das Gebiet der Landeshauptstadt Graz und des Bezirkes Graz-Umgebung als Mittelsteiermark bezeichnet. Dieses Gebiet ist geografisch weder der Ost- noch der Weststeiermark zuzuordnen. Diese Einteilung der Steiermark, der zufolge große Teile der Obersteiermark westlicher als die Weststeiermark liegen, stiftet manchmal bei Nichtkundigen Verwirrung. Sie rührt aus der Zeit vor dem Ersten Weltkrieg her, als Ost- und Weststeiermark zusammen die „Mittelsteiermark“ bildeten, während die Untersteiermark das gemischtsprachige deutsch-slowenische Gebiet mit der Hauptstadt Marburg an der Drau (slowenisch Maribor) war. Dieses kam nach dem Ende des Ersten Weltkrieges zum Königreich Jugoslawien und gehört heute zu Slowenien. Der südliche Landesteil ab etwa der Linie Deutschlandsberg – Leibnitz – Bad Radkersburg wird Südsteiermark genannt und ist nicht mit der Untersteiermark zu verwechseln. Umgangssprachlich jedoch wird (zumindest in der Obersteiermark) heute noch oft die Südsteiermark mit der Untersteiermark namentlich gleichgesetzt.
Die Steiermark wird im Volksmund auch die „Grüne Mark“ oder seltener die „Eherne Mark“ und – vorwiegend im Tourismus – das „Grüne Herz Österreichs“ genannt, da rund 61 Prozent ihrer Bodenfläche bewaldet sind und ein weiteres Viertel von Wiesen, Weiden sowie Obst- und Weingärten eingenommen wird.
Das im Norden des Landes befindliche Ennstal mit seinen schroffen Felsen, vom Dachstein bis zum Nationalpark Gesäuse, und die Gebirgsplateaus zwischen Hochschwab und Rax machten die Steiermark auch als alpines Bundesland bekannt. In diesem Gebiet befindet sich mit der Hochwildstelle (auch Hohe Wildstelle) mit 2747 m ü. A. der höchste Berg, der zur Gänze auf steirischem Landesgebiet liegt. Der Süden des Landes ist größtenteils hügelig (Weinbaugebiet), das Grazer und Leibnitzer Feld entlang der Mur ist dagegen eben.
Der Hauptfluss der Steiermark ist die Mur, die im Salzburger Lungau entspringt, bald danach in der westlichen Obersteiermark bei Predlitz die Landesgrenze passiert und bis Bruck an der Mur in vorwiegend östliche Richtung fließt. Dort macht der Fluss eine Biegung und verläuft bis an die slowenische Grenze bei Spielfeld in südliche Richtung. Ab dort fließt die Mur wieder in östliche Richtung bis Bad Radkersburg und bildet dabei die Grenze zum südlichen Nachbarstaat. Die Länge der Mur auf steirischem Gebiet beträgt 290,9 km.
Der größte See der Steiermark ist der Grundlsee mit 4,3 km².
2021 wurde die Grenze zwischen dem Burgenland und der Steiermark im Bereich Burgauberg-Neudauberg und Neudau geändert. Auslöser für diese Grenzverschiebung waren der Hochwasserschutz und die damit verbundene Regulierung der Lafnitz. Die Steiermark wurde zu Gunsten des Burgenlandes um 6000 Quadratmeter kleiner.

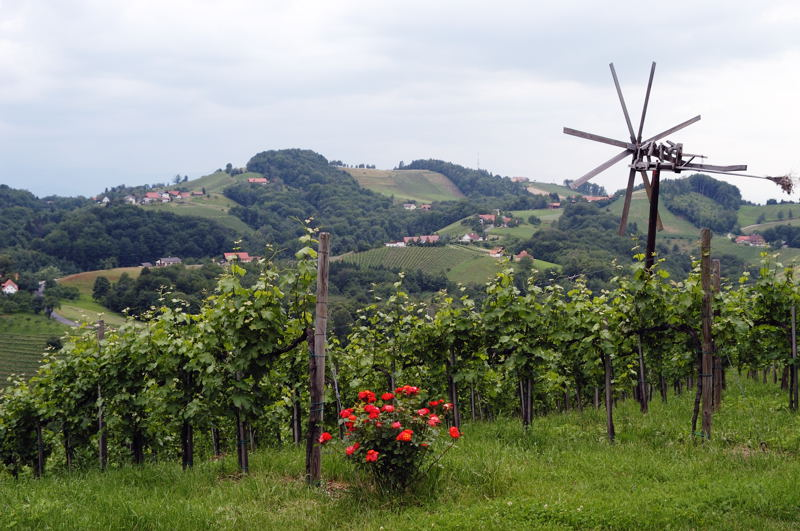
Weinlandschaft im Sausal
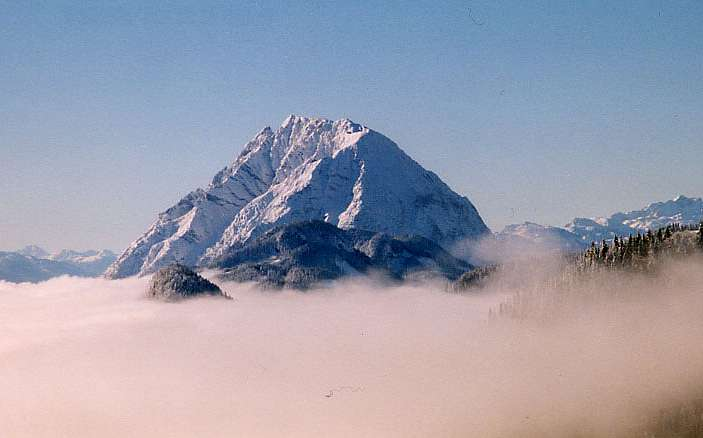
Der Grimming im Dachsteingebirge
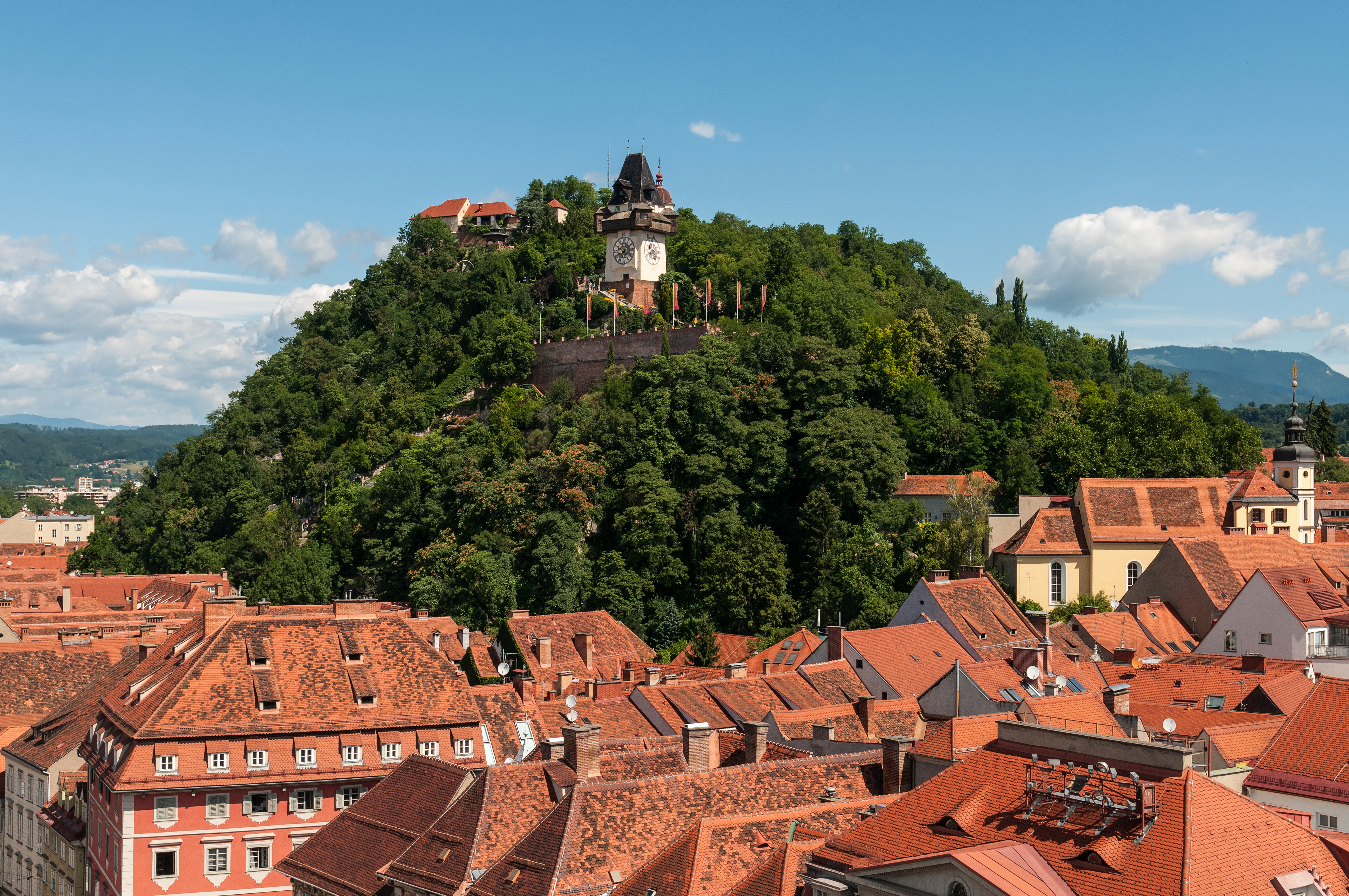
Die steirische Landeshauptstadt Graz
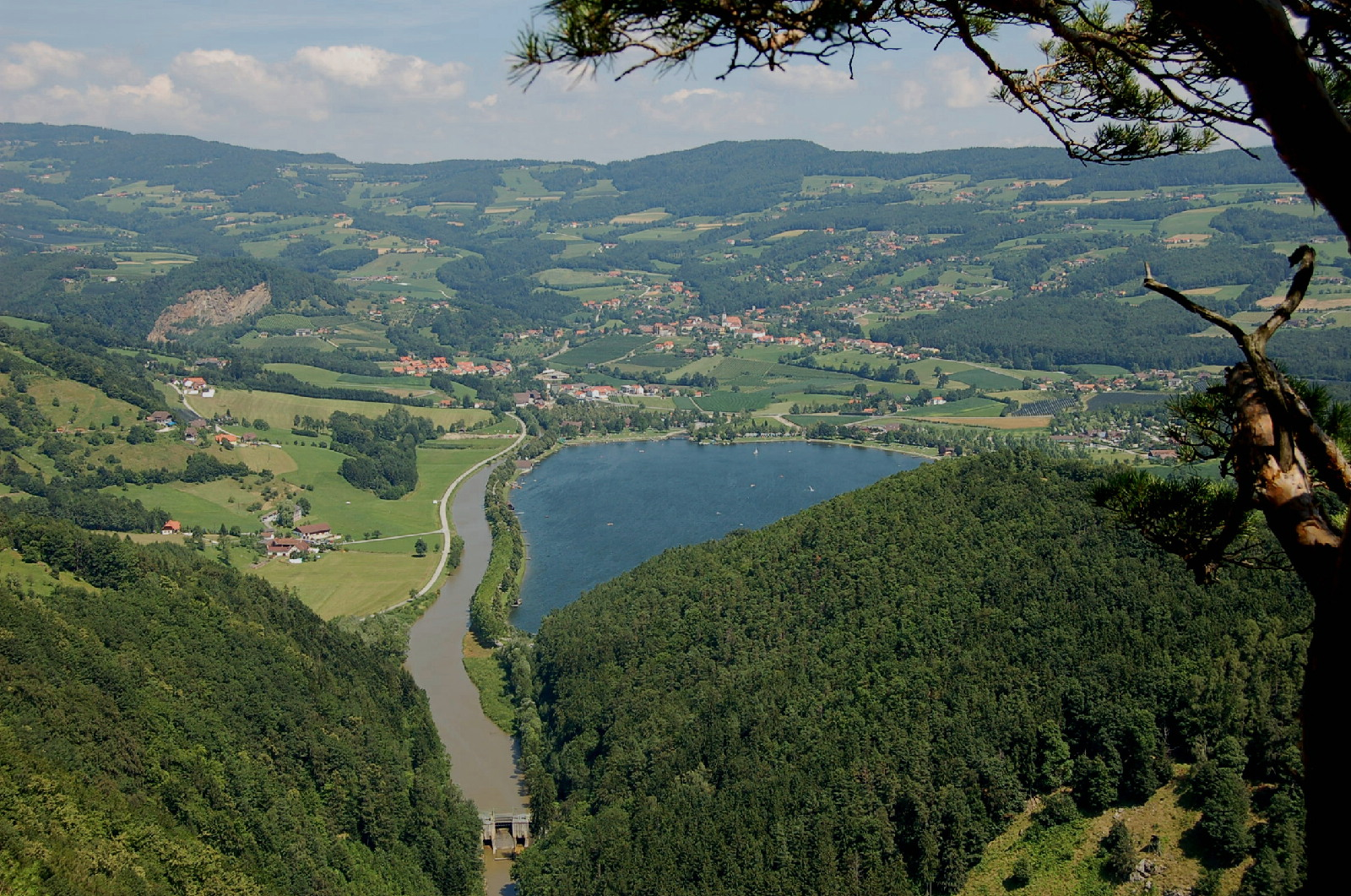
Der Stubenbergsee ist ein künstlicher Badesee im Bezirk Hartberg-Fürstenfeld. Blickrichtung Norden, am unteren Bildrand tritt die Feistritz in die Feistritzklamm.
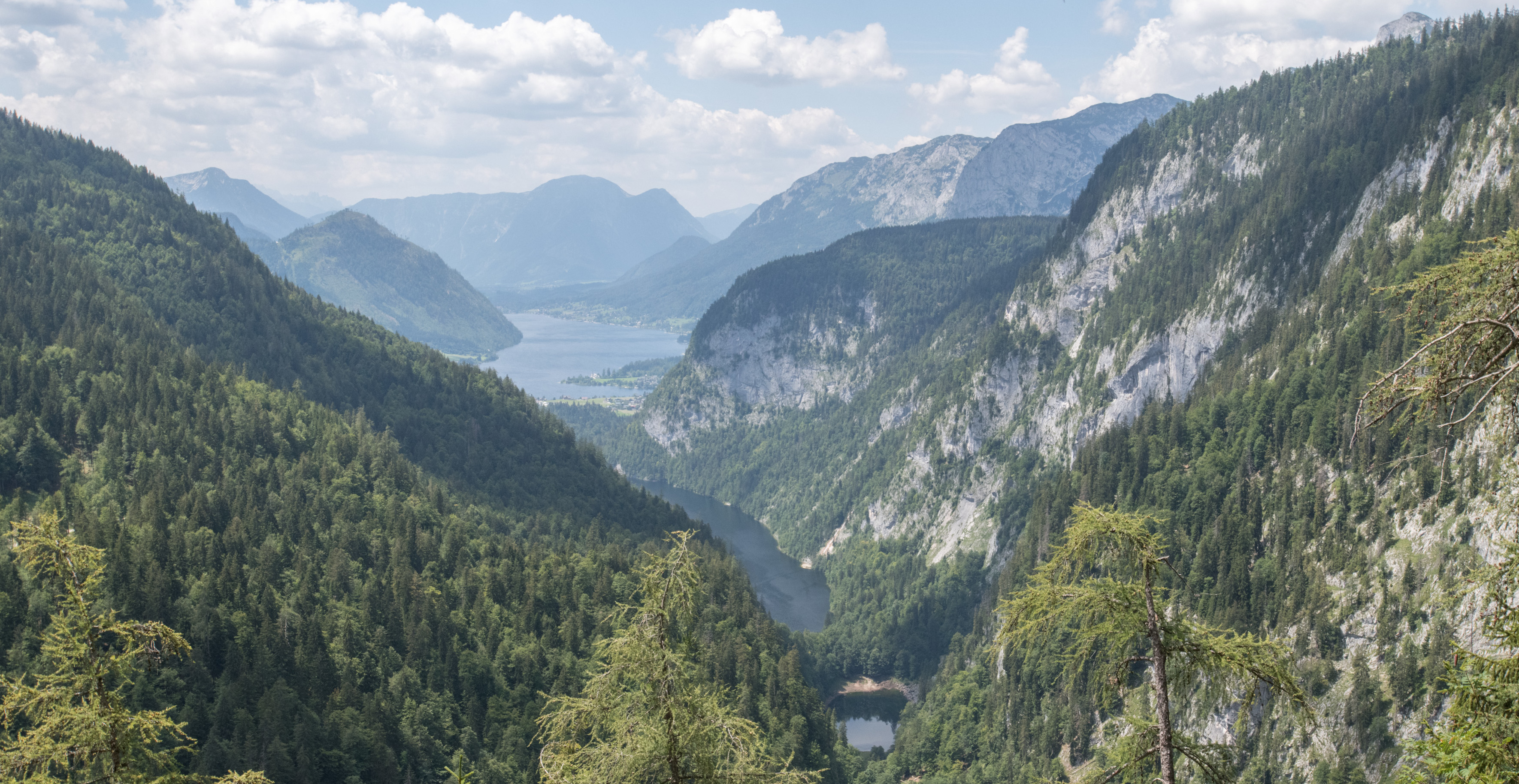
Drei-Seen-Blick im steirischen Salzkammergut
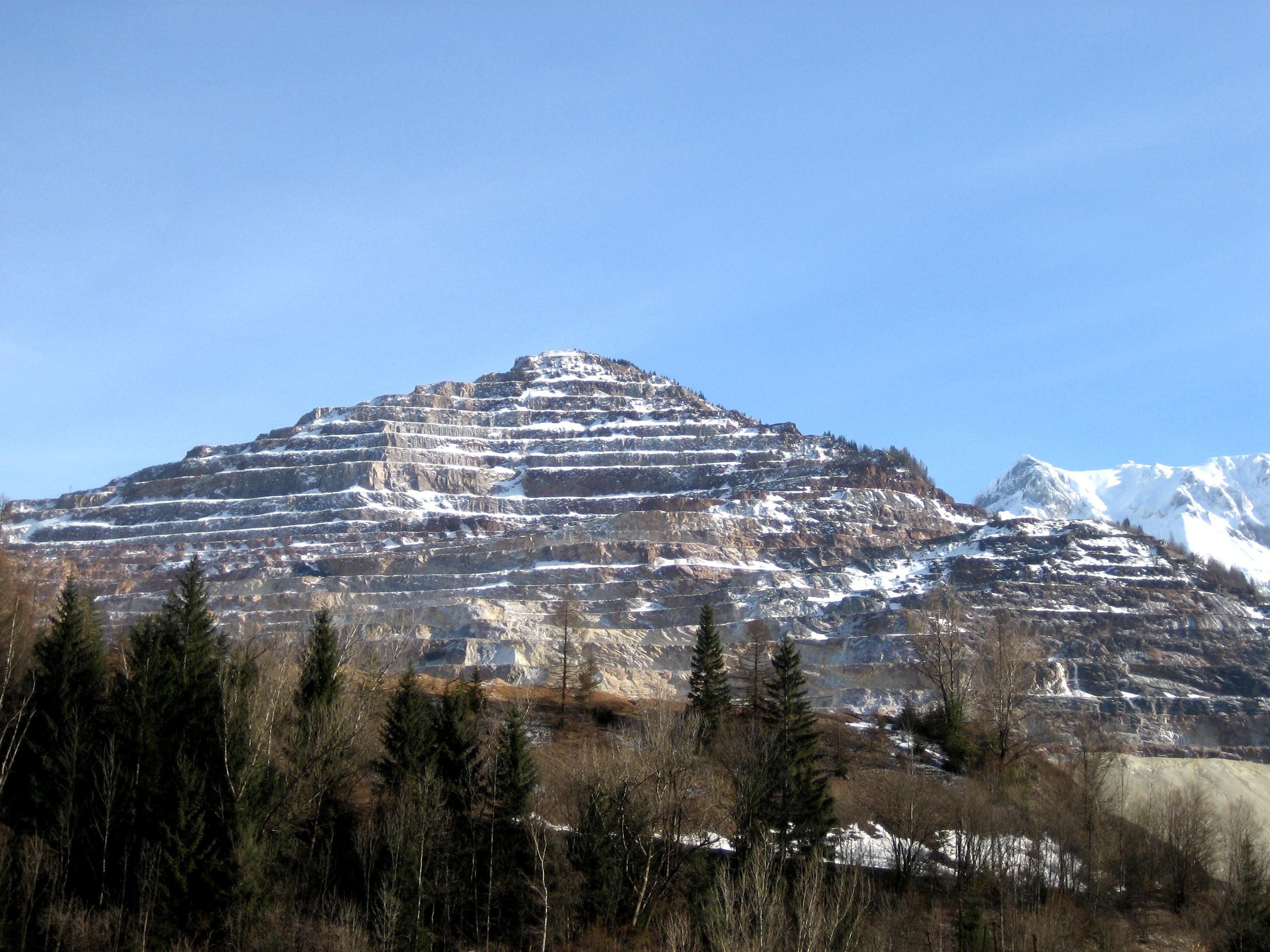
Am Erzberg bei Eisenerz wird seit Jahrhunderten Bergbau betrieben.
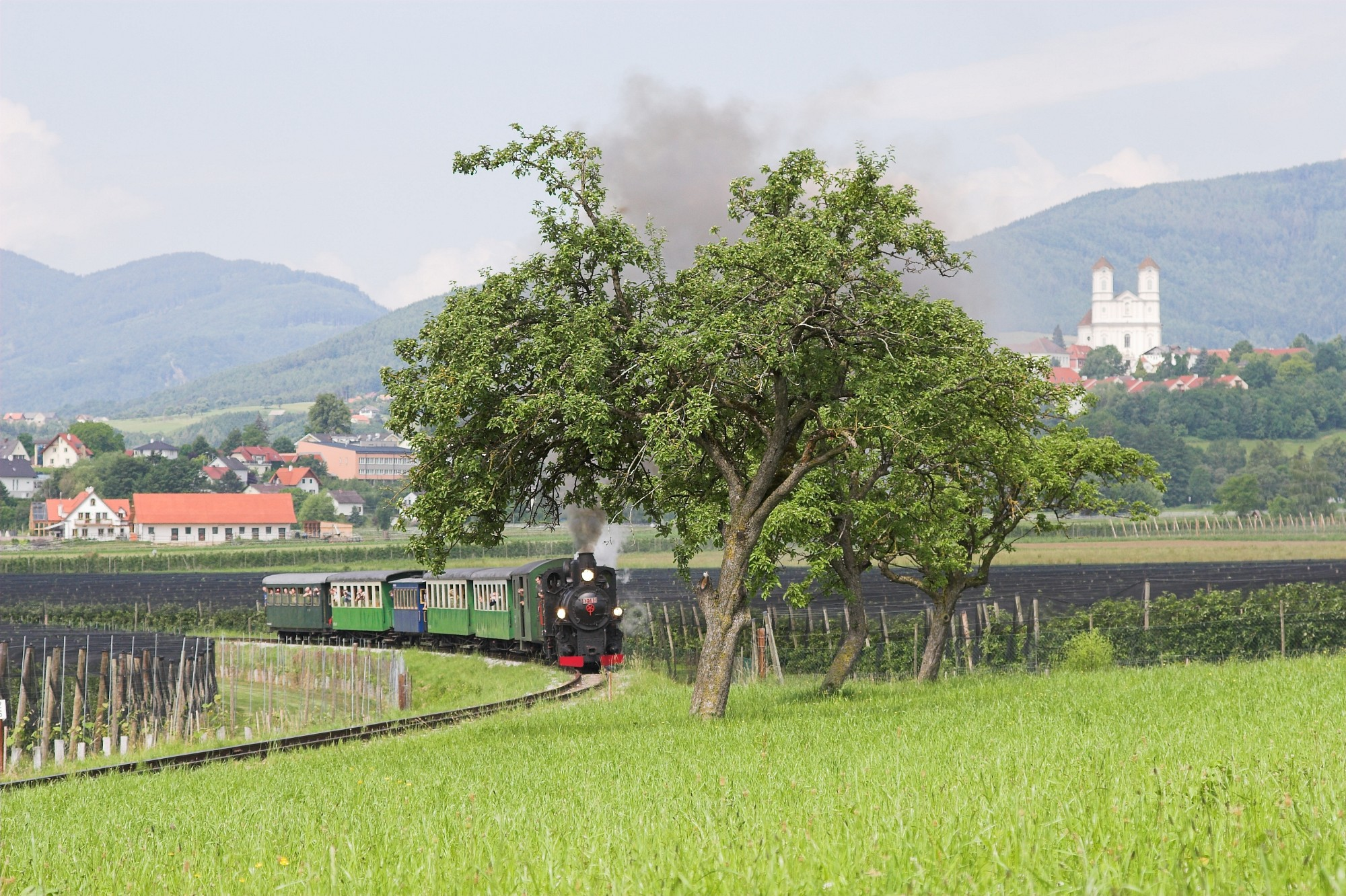
Auf der Feistritztalbahn kann man auch einen Sonderzug mit Dampflok mieten, rechts im Hintergrund die Weizbergkirche
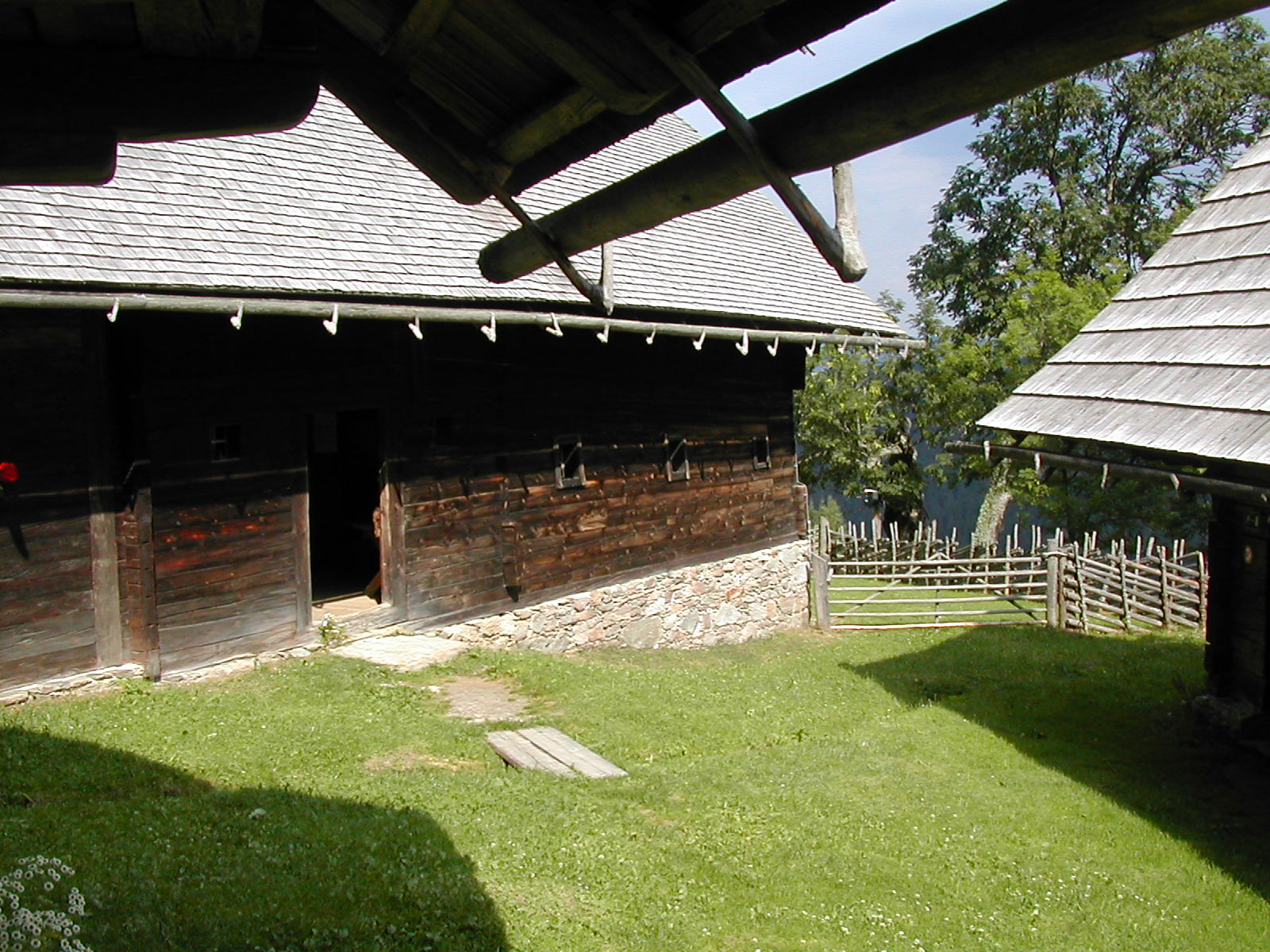
Das Geburtshaus des steirischen Dichters Peter Rosegger
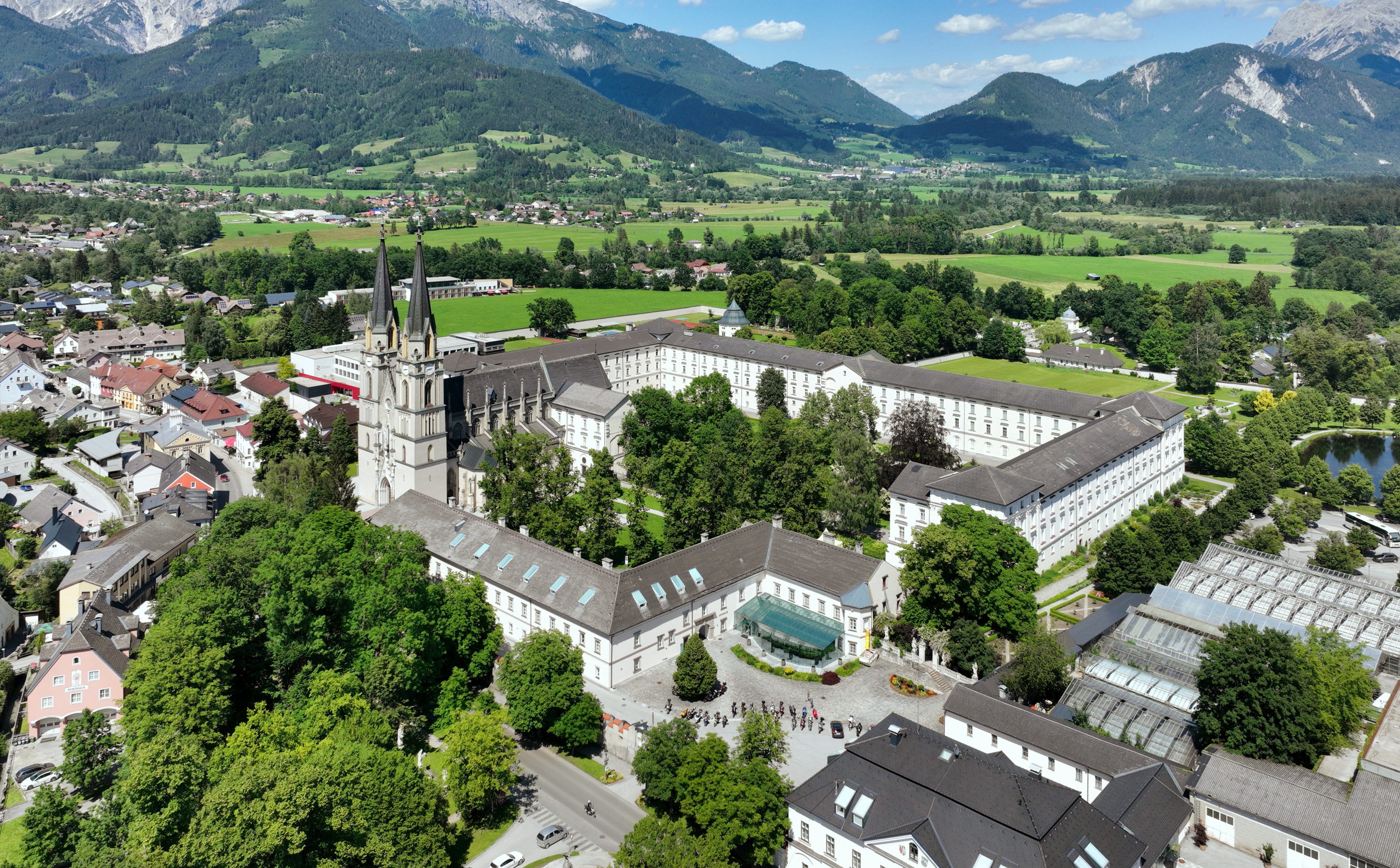
Admont

### Effekte der globalen Erwärmung
Jüngste Temperaturstudien legen nahe, dass insbesondere die Oststeiermark besonders anfällig für die globale Erwärmung ist. So stieg seit 1960 die jährliche Durchschnittstemperatur um drei Grad an, was dem doppelten Wert anderer Regionen entspricht. Laut Gottfried Kirchengast werden sich diese Trends gerade im Alpenraum und in der Steiermark in Zukunft noch verstärken, so dass es unter anderem möglich sei, dass Flüsse wie die Raab in manchen Sommern kein Wasser mehr führen.
| Rang | Stadt/Gemeinde Gebietsstand: 2020 | Bezirk | Fläche in km² (1. Jänner 2024) |
| ---- | --------------------------------- | ------ | ------------------------------ |
| 01   | Mariazell                         | BM     | 414,14                         |
| 02   | Admont                            | LI     | 300,03                         |
| 03   | Sölk                              | LI     | 288,50                         |
| 04   | Neuberg an der Mürz               | BM     | 274,87                         |
| 05   | Pölstal                           | MT     | 270,60                         |
| 06   | Stadl-Predlitz                    | MU     | 257,10                         |
| 07   | Landl                             | LI     | 254,84                         |
| 08   | Schladming                        | LI     | 210,95                         |
| 09   | Oberwölz                          | MU     | 210,27                         |
| 10   | Rottenmann                        | LI     | 205,47                         |

### Verwaltungsgliederung

#### Statutarstadt
- Landeshauptstadt Graz

#### Bezirke
Im Zuge von Verwaltungsreformen entstanden durch Bezirksfusionen 2012 der Bezirk Murtal (Zusammenlegung der ehemaligen Bezirke Judenburg und Knittelfeld) und 2013 die Bezirke Bruck-Mürzzuschlag (aus Bruck an der Mur und Mürzzuschlag), Hartberg-Fürstenfeld (aus Hartberg und Fürstenfeld) sowie Südoststeiermark (aus Feldbach und Radkersburg).
| Bezirk                     | Verwaltungssitz  | Fläche in km² (1. Jänner 2024) | Einwohner (1. Jänner 2025) | Kfz-Kennzeichen                                                        |
| -------------------------- | ---------------- | ------------------------------ | -------------------------- | ---------------------------------------------------------------------- |
| Bruck-Mürzzuschlag         | Bruck an der Mur | 2.157,07                       | 97.077                     | BM (ab 1.7.2013; alt: BM bzw. MZ)                                      |
| Deutschlandsberg           | Deutschlandsberg | 863,46                         | 61.065                     | DL                                                                     |
| Graz                       | Graz             | 127,57                         | 305.314                    | G                                                                      |
| Graz-Umgebung              | Graz             | 1.084,60                       | 164.654                    | GU                                                                     |
| Hartberg-Fürstenfeld       | Hartberg         | 1.224,32                       | 91.082                     | HF (ab 1.7.2013; alt: HB bzw. FF)                                      |
| Leibnitz                   | Leibnitz         | 750,02                         | 87.979                     | LB                                                                     |
| Leoben                     | Leoben           | 1.053,46                       | 59.071                     | LE = Stadt Leoben                                                      |
| Leoben                     | Leoben           | 1.053,46                       | 59.071                     | LN = alle Gemeinden außer der Stadt Leoben                             |
| Liezen                     | Liezen           | 3.318,46                       | 79.579                     | LI = Bereich Liezen (alt: tw. BA = Expositur Bad Aussee bis Ende 2011) |
| – davon Expositur Gröbming | Gröbming         | 954,85                         | 23.045                     | GB = Bereich Gröbming                                                  |
| Murau                      | Murau            | 1.385,48                       | 26.898                     | MU                                                                     |
| Murtal                     | Judenburg        | 1.675,85                       | 71.516                     | MT (ab 1.7.2012; alt: JU bzw. KF)                                      |
| Südoststeiermark           | Feldbach         | 983,09                         | 83.658                     | SO (ab 1.7.2013; alt: FB bzw. RA)                                      |
| Voitsberg                  | Voitsberg        | 678,20                         | 51.172                     | VO                                                                     |
| Weiz                       | Weiz             | 1.097,95                       | 92.651                     | WZ                                                                     |

Anmerkung:
1. ↑  Entstand am 1. Jänner 2013 durch Zusammenlegung der Bezirke Bruck an der Mur und Mürzzuschlag
2. ↑  Graz ist als Stadt mit eigenem Statut sowohl Gemeinde als auch Bezirk gleichzeitig.
3. ↑  Entstand am 1. Jänner 2013 durch Zusammenlegung der Bezirke Hartberg und Fürstenfeld
4. ↑  Entstand am 1. Jänner 2012 durch Zusammenlegung der Bezirke Judenburg und Knittelfeld
5. ↑  Entstand am 1. Jänner 2013 durch Zusammenlegung der Bezirke Feldbach und Radkersburg

## Geschichte
Ursprünglich war das Gebiet der heutigen Steiermark keltisch besiedelt. Im 6. Jahrhundert siedelten sich Slawen aus dem Osten an. Um die Mitte des 8. Jhdts. baten sie den bajuwarischen Herzog Odilo um Unterstützung im Kampf gegen die Awaren. Die Bajuwaren waren siegreich und lebten mit den Slawen auf dem steirischen Gebiet von nun an Seite an Seite. Die genaue Verteilung der Bevölkerungsgruppen zur damaligen Zeit ist schwer nachzuzeichnen. Aus der Zeit um das Jahr 1030 sind Dokumente mit den Namen aller Einwohner von Scheifling und Lind erhalten. Der Großteil der Namen ist slawisch. Die deutschen Siedler dürften im Hochmittelalter noch eine Minderheit dargestellt haben. Weil die hohen Posten mit deutschsprachigen Siedlern besetzt wurden, setzte sich das Deutsche immer mehr durch. An vielen Ortsnamen ist heute noch die slawische Vergangenheit abzulesen.
1180 wurde die Steiermark unter den Traungauern zum Herzogtum erhoben, damit einhergehend wurden die lehnsrechtlichen Bindungen an das Herzogtum Bayern und das Herzogtum Kärnten gelöst.
Aufgrund eines im Jahr 1186 mündlich abgeschlossenen (in der Georgenberger Handfeste dokumentierten) Erbvertrages wurden die Herzöge von Österreich aus der Dynastie der Babenberger 1192 Herzöge der Steiermark (bis 1246).
Nach dem Aussterben der Babenberger gelangte die Steiermark zunächst an Ungarn, im Jahr 1261 an Böhmen. Im Frieden von Ofen wurde im Jahr 1254 der mit der Steiermark verbundene Traungau abgetrennt. Er wurde ein wesentlicher Teil des entstehenden „Fürstenthums ob der Enns“ (Oberösterreich). Gleichzeitig wurde auch die zur Steiermark gehörige Grafschaft Pitten ausgegliedert und dem Herzogtum Österreich, das damals ungefähr dem heutigen Niederösterreich entsprach, zugeschlagen.
Im Jahr 1282 gelangte das Herzogtum Steiermark gemeinsam mit dem Herzogtum Österreich an das Adelshaus Habsburg. Im Zuge der habsburgischen Erbteilungen wurde die Steiermark der zentrale Teil Innerösterreichs (mit der Residenz Graz).

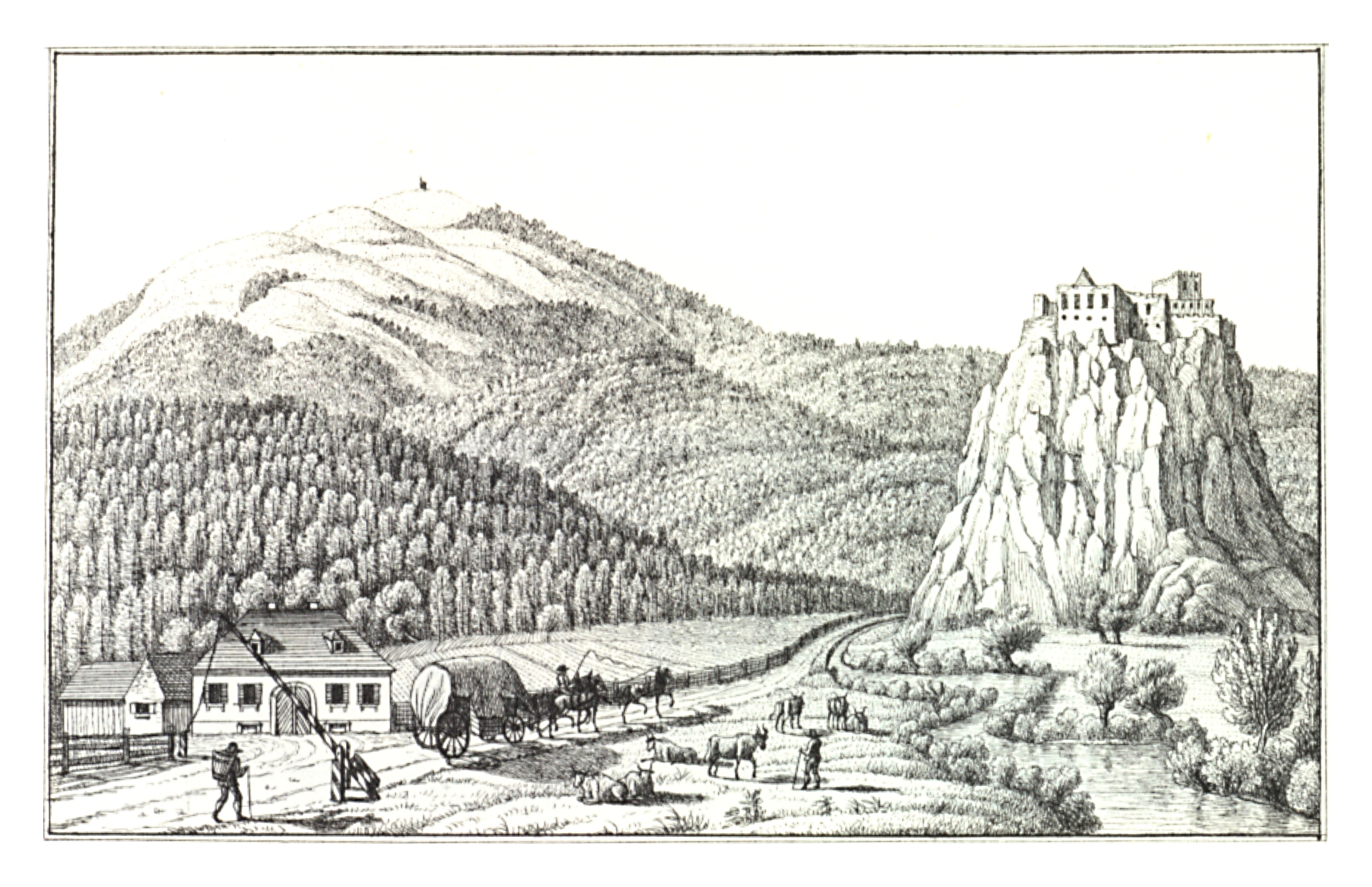
Grenzmaut zwischen Kärnten und Steiermark, um 1820, Lith. Anstalt J.F. Kaiser, Graz

Im Jahr 1918 wurde durch Entscheid der dortigen Abgeordneten, im Jahr 1919 folglich gemäß den Bestimmungen des Vertrages von Saint-Germain der südliche Teil des Herzogtums, die Untersteiermark, abgetrennt und dem Königreich Jugoslawien, aus dem später die Republik Jugoslawien wurde, angeschlossen und ist seit dem Jahr 1991, nach deren Auflösung, ein bedeutender Teil der Republik Slowenien.
Im Jahr 1938, nach dem „Anschluss“ Österreichs an das Deutsche Reich, wurde das im äußersten Nordwesten des Bundeslandes liegende Ausseerland nach Oberösterreich („Oberdonau“) ausgegliedert und im Gegenzug das südliche Burgenland der Steiermark zugeschlagen. Nach dem Ende des Zweiten Weltkrieges wurden diese Gebietsveränderungen rückgängig gemacht; folglich wurde das Ausseerland am 1. Juli 1948 wieder an die Steiermark angeschlossen. Im Mai 1945 wurde die Steiermark von sowjetischen Truppen besetzt, jedoch kam sie von September 1945 bis Sommer 1955 unter britische Besatzung (→ Besetztes Nachkriegsösterreich).

### Name
Der Name Steiermark leitet sich vom Fluss Steyr (heute in Oberösterreich) ab, dem das keltische Ausgangswort Stiria zugrunde liegt. Es bedeutet ‚die Aufstauende, die Stehende‘ aufgrund des Rückstaus bei hohem Wasserstand der Enns. Der Name ging auf Orte usw. über, erstmals belegt auf der Tabula Peutingeriana aus dem 4. Jahrhundert mit einer Siedlung namens Stiriate (beim heutigen Liezen), die wohl die Hauptstadt des Keltenstammes der Stiriates war. Der Name ging auch auf Steyr und die dort erstmals im Jahr 985 erwähnte Styraburg, das heutige Schloss Lamberg, über, wo die Traungauer Grafen damals ihren Sitz hatten. Die aus der Familie der Traungauer stammenden Markgrafen von Steyr haben entscheidend zur Entstehung der Steiermark beigetragen. Auf die gemeinsame Geschichte der Stadt und des Landes weisen noch das gemeinsame Wappen, der silberne, rot gewaffnete und gehörnte, flammenspeiende, aufgerichtete Panther auf Grün hin. Der Wortteil -mark weist auf die Eigenschaft als Grenzgebiet (siehe Mark) hin, was sich aus der Mark an der Mur erklärt.
Der Duden und das Österreichische Wörterbuch führen steirisch und steiermärkisch als Synonyme. Im örtlichen Sprachgebrauch jedoch wird steiermärkisch vorwiegend als Namensbestandteil von Behörden, Ämtern, Unternehmen und Vereinen verwendet.

### Bevölkerung
- Der Bevölkerungsstand der Steiermark am 1. Jänner 2025 war: 1.271.716 Einwohner
- Geschlechtsverteilung: 50,6 % weiblich, 49,4 % männlich
- Altersstufen (2017): 18,2 % unter 20 Jahre alt, 20,1 % ab 65 Jahre alt
- Lebenserwartung bei Geburt (2017): 79,2 Jahre für Männer; 84,1 Jahre für Frauen
- Anzahl der Familien 2012: 346.200
- Durchschnittliche Kinderzahl pro Familie mit Kindern 2012: 1,60

### Bevölkerungsentwicklung
Einschließlich der Untersteiermark hatte die Steiermark im Jahr 1900 insgesamt 1.356.494 Einwohner.

### Städte und Gemeinden
| Rang                            | Stadt-/Markt-/Gemeinde Gebietsstand: 2025 | Einwohner 1. Jänner 2025 |
| ------------------------------- | ----------------------------------------- | ------------------------ |
| 1                               | Graz                                      | 305.314                  |
| 2                               | Leoben                                    | 24.561                   |
| 3                               | Kapfenberg                                | 21.907                   |
| 4                               | Bruck an der Mur                          | 15.735                   |
| 5                               | Leibnitz                                  | 13.517                   |
| 6                               | Feldbach                                  | 13.495                   |
| 7                               | Gratwein-StraßengelM                      | 12.799                   |
| 8                               | Knittelfeld                               | 12.870                   |
| 9                               | Seiersberg-PirkaG                         | 12.289                   |
| 10                              | Weiz                                      | 12.116                   |
| 11                              | Deutschlandsberg                          | 11.757                   |
| 12                              | Gleisdorf                                 | 11.533                   |
| 13                              | Trofaiach                                 | 11.030                   |
| 14                              | Fürstenfeld                               | 10.391                   |
| M = Marktgemeinde, G = Gemeinde |                                           |                          |

### Ballungsräume

#### Graz

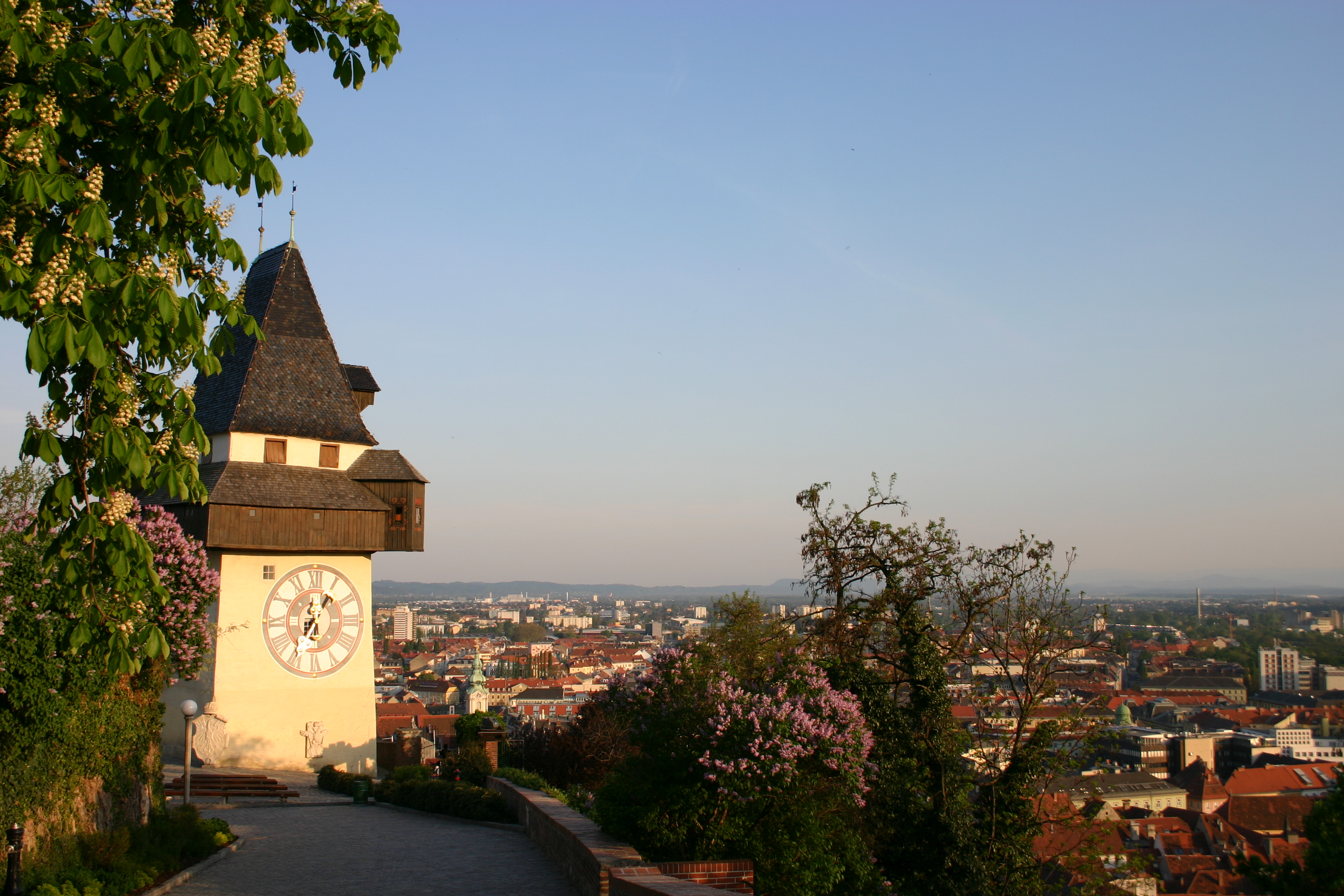
Der Uhrturm ist das Wahrzeichen der steirischen Landeshauptstadt Graz (Blickrichtung Süden).

Der größte Ballungsraum der Steiermark ist mit 305.314 Einwohnern die Landeshauptstadt Graz. In der Agglomeration wohnen circa 320.000 Menschen (Hauptwohnsitz). Das Einzugsgebiet der Stadt umfasst über 700.000 Menschen und reicht von der südlichen Obersteiermark über das Grazer Feld ins Südburgenland bis nach Nordslowenien. Besonders die Nachbargemeinden Seiersberg-Pirka, Feldkirchen bei Graz, Gössendorf und Kalsdorf werden immer größer.

#### Mur-Mürz-Furche

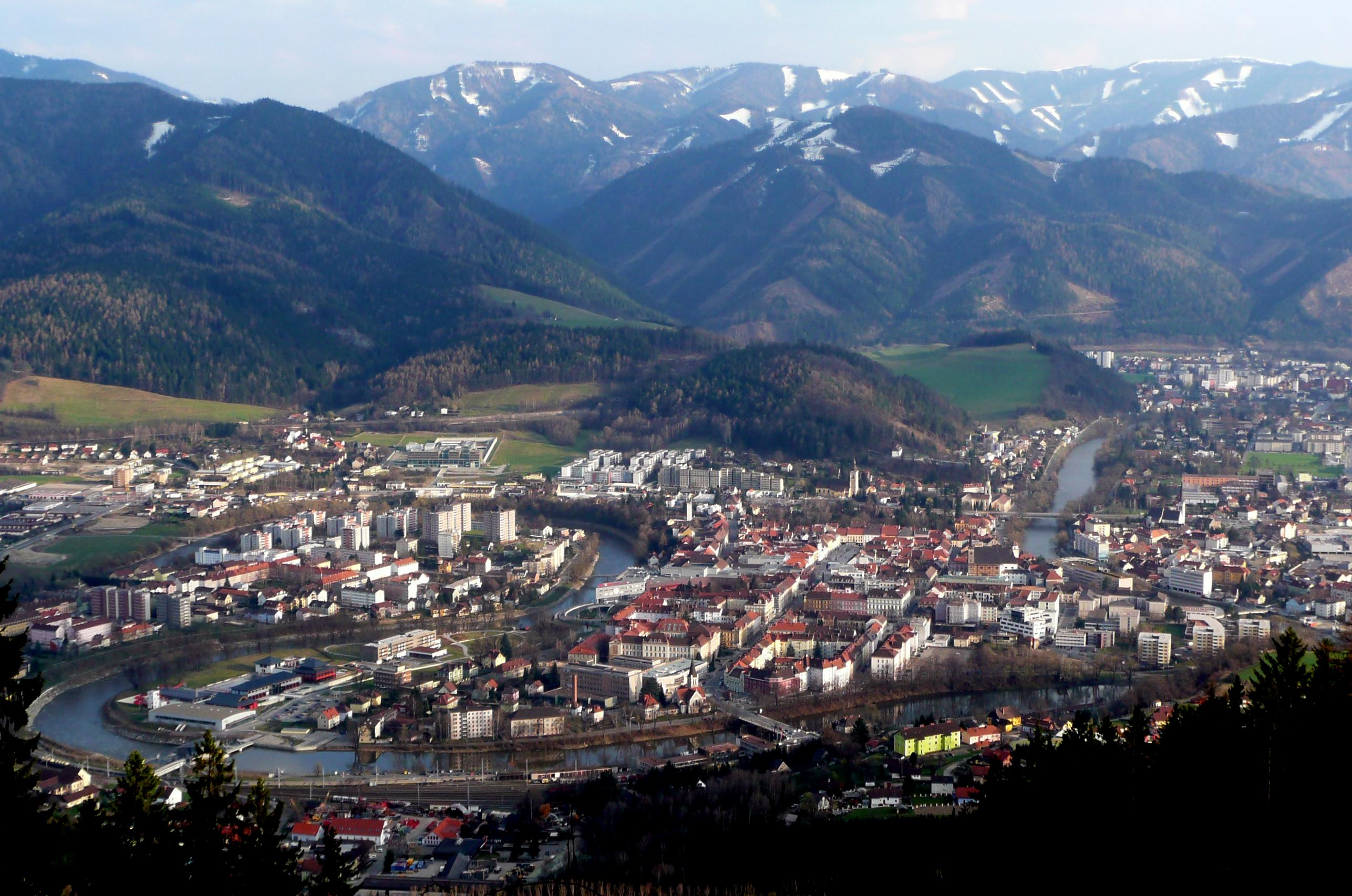
Die Altstadt von Leoben liegt in einer Schleife der Mur, des bedeutendsten Flusses der Steiermark. Blickrichtung Südosten

Die größten Städte der Mur-Mürz-Furche sind Leoben, Bruck an der Mur und Kapfenberg. Hier befindet sich das Zentrum der Schwerindustrie. Zusammen mit ihrem Einzugsgebiet bilden sie den zweiten Ballungsraum der Steiermark mit circa 150.000 Einwohnern.

#### Aichfeld
Das Aichfeld als westlicher Teil der Mur-Mürz-Furche befindet sich im oberen Murtal und bildet mit den Gemeinden Knittelfeld, Judenburg, Fohnsdorf, Zeltweg und Spielberg den dritten steirischen Ballungsraum. Im Einzugsgebiet leben etwa 44.000 Menschen.
Weiters befindet sich hier der Red Bull Ring und mit dem Fliegerhorst Hinterstoisser der größte militärische Flugplatz Österreichs.

### Sprachen

#### Deutsche Dialekte
In der Steiermark werden bairische Dialekte gesprochen. Sie gehören zum größeren Teil dem Mittelbairischen und zum kleineren Teil dem Südbairischen an.

#### Slowenisch
Die Volkszählung im Jahr 2001 ergab 2.192 österreichische Steirer mit slowenischer Muttersprache. Sie sind seit dem Jahr 2004 als Minderheit laut Staatsvertrag (regelt maßgeblich die Minderheitenrechte der Slowenen und Kroaten in Österreich) anerkannt und haben daher im Volksgruppenbeirat Sitz und Stimmrecht. Hinzu kommen in Slowenien geborene, also in die heutige Steiermark zugewanderte Slowenen. Laut der Landesstatistik Steiermark traf dies im Jahr 2011 auf 6.911 Personen zu.

### Religion
Bei der Volkszählung 2001 wurden bei einer Gesamtbevölkerung von 1.183.303 Einwohnern erhoben:
- 961.630 (81,0 %) Katholiken, zuständig ist die Diözese Graz-Seckau;
- 117.589 0(9,9 %) ohne religiöses Bekenntnis,
- 051.005 0(4,3 %) evangelisch, die durch die Evangelische Superintendentur A. B. Steiermark betreut werden; als Hochburg gilt das obere Ennstal, und insbesondere die Gemeinde Ramsau mit 78,1 %.
- 019.007 0(1,6 %) islamisch,
- 016.345 0(1,4 %) ohne Angabe,
- jeweils unter einem Promille lag der Anteil der Altkatholiken (1.183) sowie der Juden (161), die durch die IKG Graz betreut werden.
- 016.383 0(1,4 %) bekannten sich zu allen anderen Religionsgemeinschaften.

Bis 1938 gab es in der Steiermark mehrere jüdische Gemeinden mit Synagogen in Bad Aussee, Bad Gleichenberg, Graz, Judenburg und Leoben.

## Politik
Die Steiermark ist ähnlich wie Oberösterreich ein „Schaukelstaat“, der bei bundesweiten Wahlen meist Signalcharakter besitzt. Die ÖVP (in der Steiermark: Steirische Volkspartei) dominiert in den ländlich geprägten Gebieten der Süd- und Oststeiermark, die SPÖ in den Industrieregionen der Obersteiermark und in den Bahnknotenpunkten. Aber auch die FPÖ ist in der Steiermark traditionell stark verankert.
In der Landespolitik dominierte die ÖVP, welche bis auf den Zeitraum von 2005 bis 2015 alle Landeshauptleute stellte und lange Zeit auch auf die Politik der Bundes-ÖVP und die Kür von deren Parteiobmännern einen sehr starken Einfluss ausübte. Die steirische Landesgruppe galt innerparteilich mit einigen „Vordenkern“ als eher liberal ausgerichtet, hat ihre starke Stellung jedoch in den letzten 20 Jahren sukzessive an Niederösterreich verloren. Im Zeitraum 2005 bis 2015 stellte die SPÖ mit Franz Voves den Landeshauptmann.

### Landesregierung

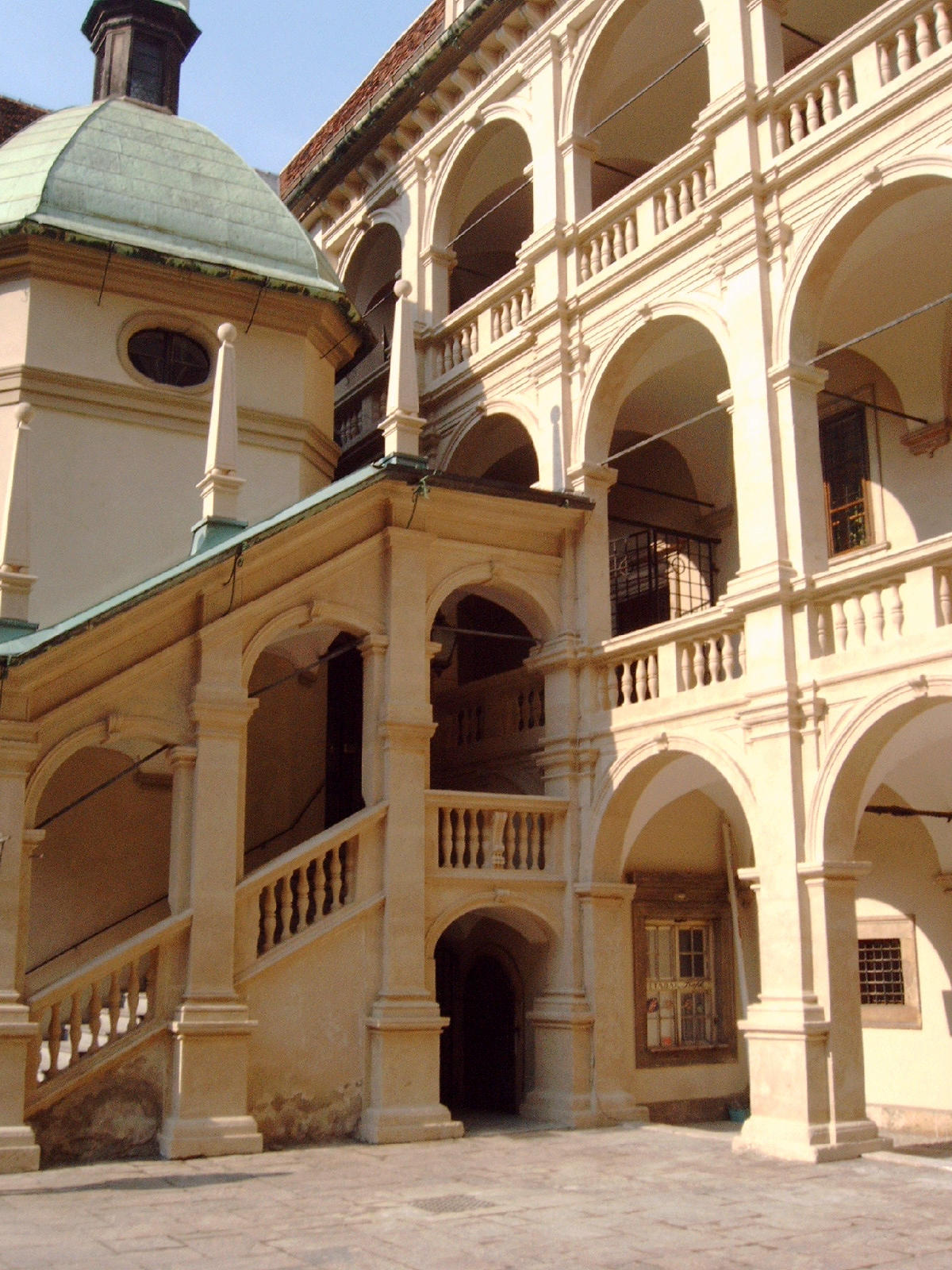
Arkadenhof des Grazer Landhauses

Logo des Bundeslandes Steiermark

Die acht Sitze der seit 18. Dezember 2024 amtierenden Landesregierung Kunasek wurden im Rahmen einer Koalitionsvereinbarung vergeben.
Sitzverteilung: 4 FPÖ, 4 ÖVP:
Der Landesregierung ist die Landesverwaltung untergeordnet. Sie besteht aus dem Amt der Steiermärkischen Landesregierung, das in 17 Abteilungen gegliedert ist, sowie den 13 steirischen Bezirkshauptmannschaften. An der Spitze der Verwaltung steht der Landesamtsdirektor.

### Landtag
Der Landtag Steiermark besteht aus 48 Mitgliedern. Seit der Landtagswahl am 24. November 2024 lautet die Mandatsverteilung:
- 17 FPÖ
- 13 ÖVP (Steirische Volkspartei)
- 10 SPÖ
- 3 Die Grünen
- 3 NEOS
- 2 KPÖ

### Euregio Graz-Maribor
Das Gebiet umfasst die südliche Steiermark und das nördliche Slowenien. In der Region leben circa 1,61 Millionen Menschen. Durch bilaterale Zusammenarbeit soll ein starker Wirtschaftsraum entstehen. Es wird aber auch im gesellschaftlichen und kulturellen Bereich zusammengearbeitet.

### Landeshymne
Seit dem Jahr 1929 ist das Dachsteinlied, das mit den Worten „Hoch vom Dachstein an“ beginnt, offizielle Landeshymne der Steiermark. Obwohl – entgegen der politischen Realität – in der ersten Strophe auf das nicht mehr zum Bundesland gehörige Gebiet der Untersteiermark Bezug genommen wird, wurde der Text bis heute nicht geändert.

## Wirtschaft und Infrastruktur
Die Steiermark ist ein Land der Unternehmer mit einem stark ausgeprägten industriell-gewerblichen Sektor, Leuchtturmprojekten im Tourismus sowie über die Grenzen hinaus bekannten landwirtschaftlichen Produkten.
Mit rund einem Drittel leistet der produzierende Sektor den größten Beitrag zur regionalen Wertschöpfung, gefolgt von den wirtschaftsnahen Dienstleistungen, dem Handel und dem Bankensektor. Die wichtigsten Arbeitgeber sind die wiederum die produzierenden Unternehmen, die öffentliche Verwaltung und der Handel. Die Steiermark hat in den vergangenen Jahren ihre Position als Innovationsland Nummer eins in Österreich weiter ausgebaut. Mit einer Forschungs- und Entwicklungsquote von 4,7 % zählt die Steiermark unter den 274 Regionen Europas zu den innovativsten. Insgesamt werden in der Steiermark pro Jahr rund 1,75 Milliarden Euro in Forschung und Entwicklung investiert, drei Viertel dieser Investitionen tätigen die heimischen Unternehmen.
Besonders der schnell wachsende Ballungsraum Graz mit seiner Vielzahl an innovativen, exportorientierten Unternehmen und die Mur-Mürz-Furche mit ihren traditionellen Industriebetrieben leisten einen wertvollen Beitrag dazu. Darüber hinaus ist die Steiermark die Heimat von fünf Universitäten (Karl-Franzens-Universität, Technische Universität Graz, Medizinische Universität Graz, Kunstuniversität Graz, Montanuniversität Leoben), zwei Fachhochschulen (FH Joanneum, FH Campus 02), zwei Pädagogischen Hochschulen und einer Vielzahl an außeruniversitären Forschungseinrichtungen – eine Kombination, die sich positiv auf die Wettbewerbsfähigkeit heimischer Unternehmen auswirkt.
Dies sind alles Gründe, warum die Steiermark im Jahr 2013 den Titel „Europäische Unternehmerregion“ trug. Mit dieser Auszeichnung würdigt die EU jedes Jahr Regionen, die eine besonders zukunftsorientierte Wirtschaftspolitik umsetzen.
Im Fokus der zukünftigen Wirtschaftsstrategie des Landes stehen die Bereiche Mobilität, Grüne Technologie (Eco-Tech) sowie Medizin- und Lebensmitteltechnologie (Health-Tech).

### Industrie
Die wichtigsten Wirtschaftszweige der Industrie in der Steiermark sind die Maschinen- und Metallwarenindustrie, die Fahrzeugindustrie, die Elektro- und Elektronikindustrie sowie der Bereich Papier und Holz. Die steirische Industrie ist stark exportorientiert. Drei Viertel der in der Steiermark produzierten Produkte werden ins Ausland verkauft – in manchen Wirtschaftszweigen sind es bis zu 99 Prozent (z. B. Mikrochips). Die wichtigsten Absatzmärkte sind Deutschland, Italien, die Vereinigten Staaten und China. Knapp 600 Industriebetriebe sichern mit ihrem Netzwerk mehr als die Hälfte der steirischen Arbeitsplätze.
Zusätzlich bildet die Industrie 3000 Jugendliche zu Fachkräften aus. Eine der wichtigsten Zukunftsfragen für die steirischen Betriebe ist es, auch in Zukunft technisch qualifizierte Mitarbeiter zu finden. Die steirischen Industriebetriebe sind zu einem großen Teil stark technologieorientiert, und so können sich viele Betriebe Europa- oder Weltmarktführer in ihrem Bereich nennen.

### Unternehmensgruppen
Der steirische Mobilitätscluster ACstyria ist ein Zusammenschluss von mehr als 290 steirischen Unternehmen, die in der Automobil-, Bahn- und Luftfahrtindustrie tätig sind. Das Zentrum des Mobilitätsclusters ist die Landeshauptstadt Graz. Der größte Betrieb und Leitbetrieb ist der Magna-Konzern. Im Mobilitätscluster gesamt erwirtschafteten 55.000 Personen im Jahr 2017 einen Umsatz von 15 Milliarden Euro.
In der Steiermark existiert mit dem „Green Tech Cluster Styria“ eines der größten Umwelttechniknetzwerke Europas, die die Platzierungen 2010 und 2012 als weltbester „Cleantech-Cluster“ anführte. Das Umsatzwachstum der rund 180 Netzwerkunternehmen in diesem „Green Tech Valley“ betrug zwischen 2006 und 2015 durchschnittlich 16,4 % pro Jahr, weiters kamen im Schnitt 1.000 Beschäftigte im Bereich Umwelttechnik pro Jahr hinzu. Vom Gesamtumsatz mit 10,2 Milliarden Euro wurden 3,6 Milliarden Euro rein mit Umwelttechnik erzielt. Das entspricht rund 10 % vom Bruttoregionalprodukt der Steiermark und einer der höchsten Umwelttechnikkonzentrationen weltweit. Die Netzwerkunternehmen beschäftigten 39.300 Menschen, davon die Hälfte im Bereich der erneuerbaren Energie und Umwelttechnik. Zu den bekanntesten Unternehmen zählen die Andritz AG, Roth, KWB und das Joanneum Research. Der „Green Tech Cluster“ wurde mit dem Regiostars Award der Europäischen Union 2012 für innovatives Wachstum und mit dem „Cluster Management Excellence Label“ in Gold ausgezeichnet.
Für den „Green Tech Cluster“ wurde im Jänner 2022 eine Anzahl von 250 Firmen aufgeführt mit 2.000 Beschäftigten in der Forschung und 25.000 Beschäftigten in Umwelttechnik. Deren Gesamtumsatz wurde auf fünf Milliarden Euro beziffert.

### Tourismus
Die Obersteiermark, dabei besonders das Steirische Salzkammergut und die Region Schladming–Dachstein sowie das Thermen- & Vulkanland Steiermark und die Oststeiermark sind wichtige Tourismusregionen. Hohe Übernachtungszahlen verzeichnet auch die Landeshauptstadt Graz mit ihrem Umland.
Im Jahr 2017 wurden in der gesamten Steiermark knapp 12.821.161 Übernachtungen gezählt, was einem Plus von 3,5 % gegenüber dem Vorjahr entspricht. Von den Gästen waren 59,1 % Inländer und 40,9 % Ausländer. Bei den Herkunftsländern liegt mit 2.539.992 Nächtigungen Deutschland weit vor den anderen Herkunftsländern, danach folgen Ungarn (481.820), Tschechische Republik (343.697) und die Niederlande (271.379).
Aus touristischen Gründen wurde für den östlichen Teil der Obersteiermark die Bezeichnung Hochsteiermark geschaffen, die als Tourismusregion vermarktet wird. Mit der Südsteiermark beheimatet das grüne Herz Österreichs, wie die Steiermark auch genannt wird, eine der wohl bekanntesten Tourismusregionen Österreichs. Besonders bekannt ist diese Region für den Wein und die Weinstraßen wie die Südsteirische Weinstraße.

### Verkehr

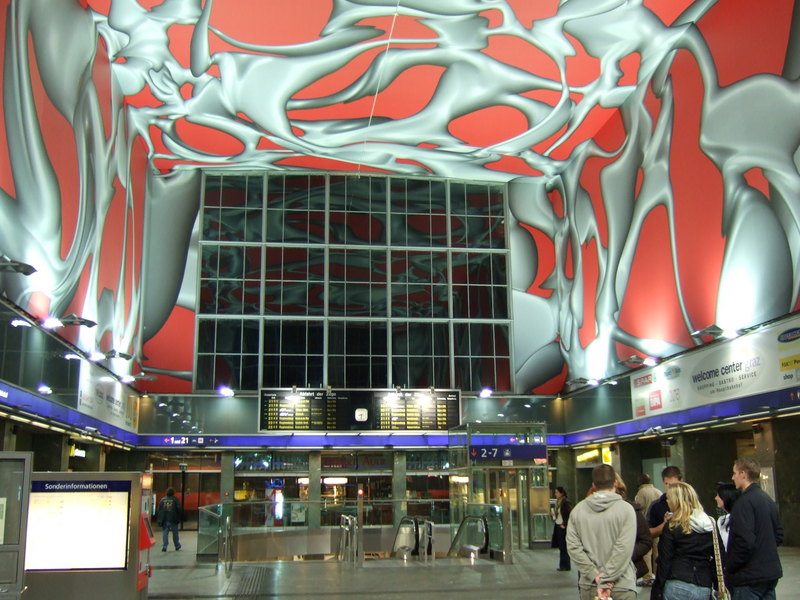
Bahnhofshalle des Grazer Hauptbahnhofs

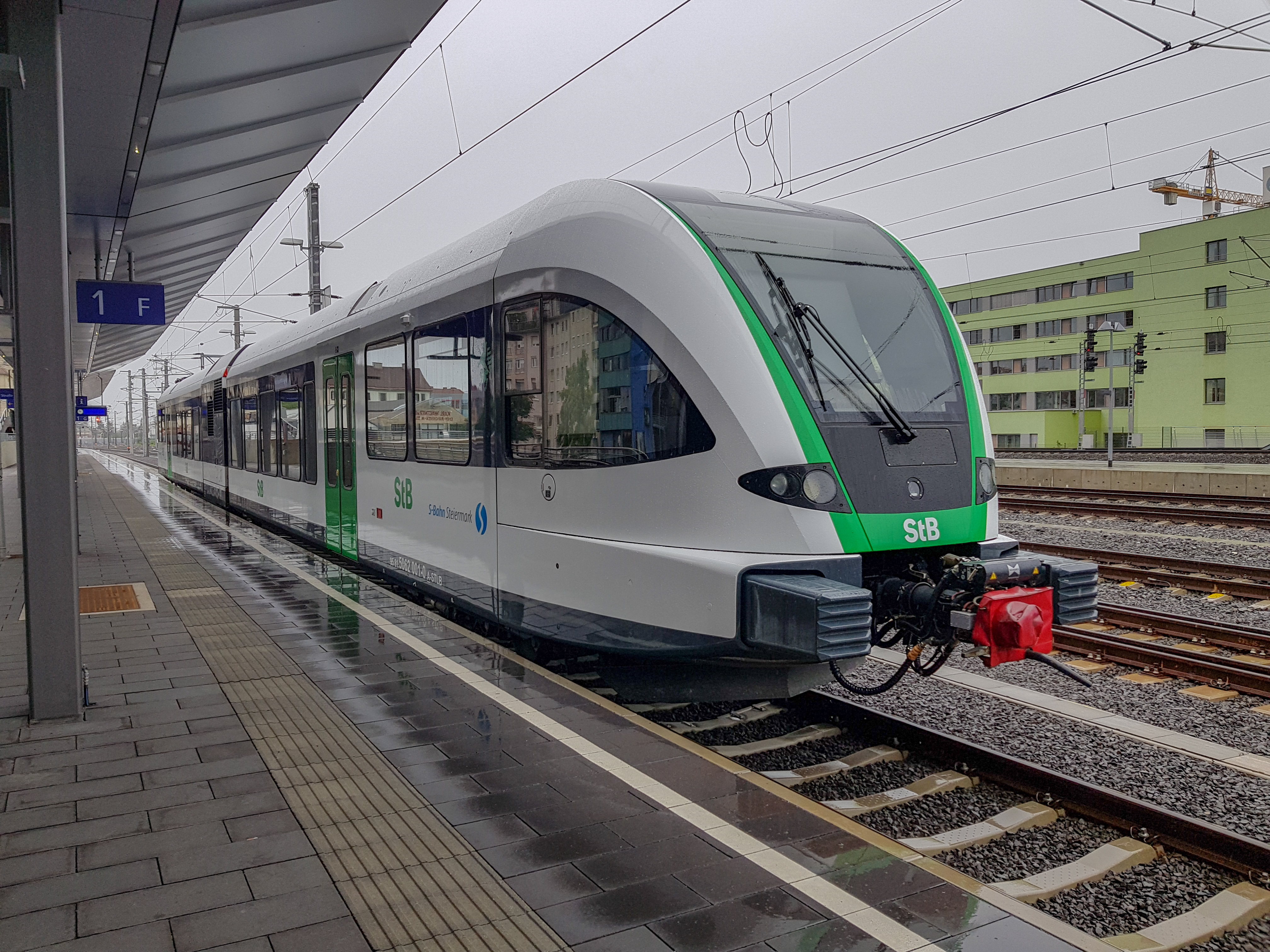
Stadler GTW 4. Generation 5062 001 der Steiermarkbahn und Bus GmbH als S31 in Graz Hauptbahnhof

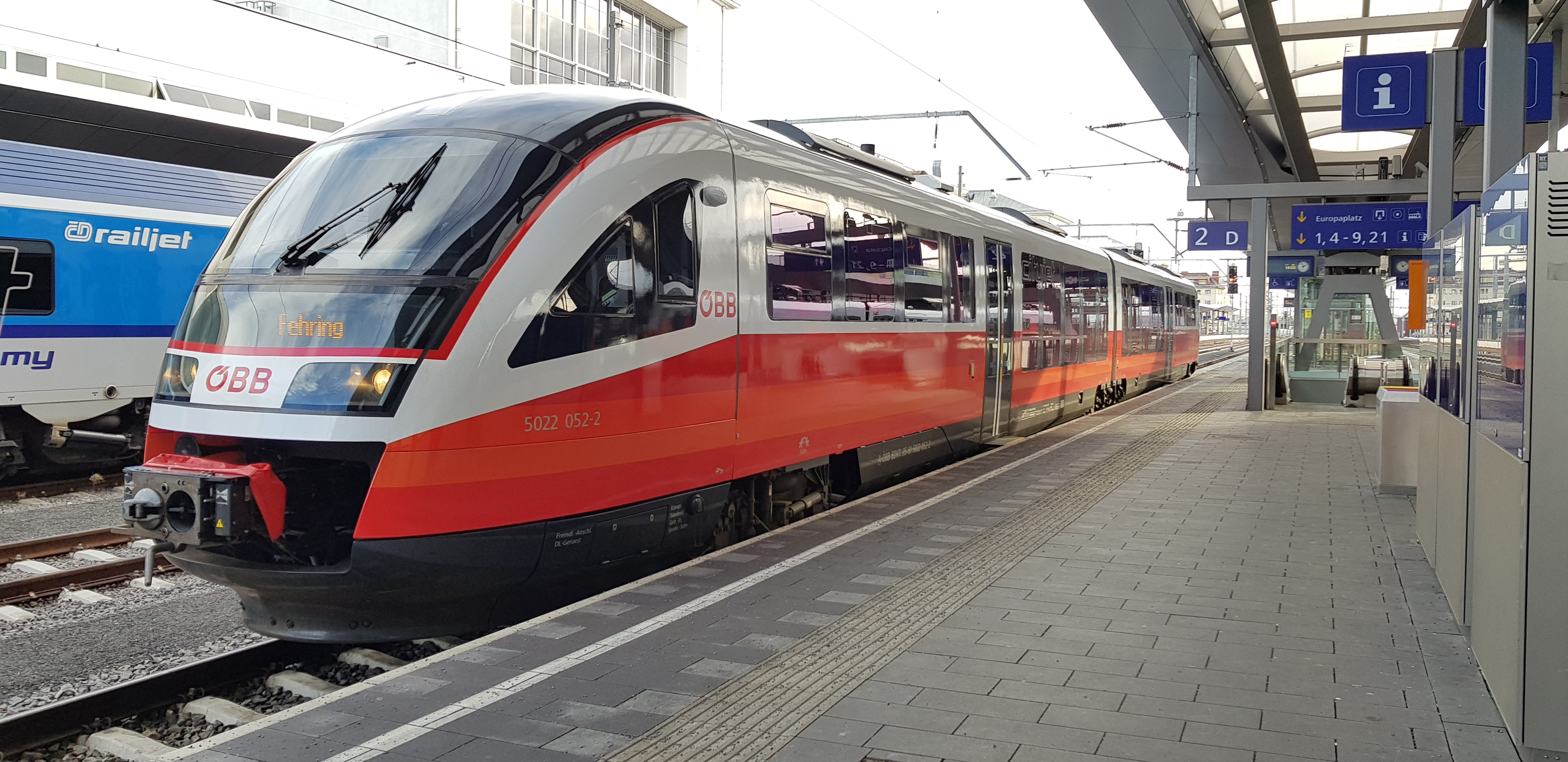
ÖBB 5022 als S3 in Graz Hauptbahnhof

#### Öffentlicher Verkehr

Bahnnetz der Steiermark

Die wichtigste Bahnlinie in der Steiermark ist die Südbahn von Wien über das UNESCO-Weltkulturerbe Semmeringbahn und den Bahnknoten Bruck an der Mur durch die steirische Landeshauptstadt Graz an die österreichisch-slowenische Grenze bei Spielfeld führt. Auf dieser Strecke gibt es stündliche Verbindungen zwischen Graz und Wien mit EuroCity-Zügen und Railjets.
Eine weitere bedeutende Bahnstrecke ist die Rudolfsbahn von Sankt Valentin in Niederösterreich nach Tarvis in Italien. In der Steiermark befinden sich an dieser Strecke der Bahnknoten Selzthal, an dem über die Pyhrnbahn Anschluss nach Linz und über die Ennstalbahn nach Salzburg besteht, der Knoten Leoben, an dem über eine kurze Strecke eine Verbindung zur Südbahn bei Bruck an der Mur besteht, sowie die Städte Knittelfeld, Zeltweg und Judenburg. Bei Neumarkt in der Steiermark erreicht die Bahnstrecke die Landesgrenze zu Kärnten. Teile der Rudolfsbahn werden unter anderem auf den Relationen von Graz nach Salzburg und von Wien nach Klagenfurt am Wörthersee befahren.
Die Weststeiermark wird durch die Graz-Köflacher Bahn mit den beiden Linien Köflacherbahn S7, Wieserbahn S61 und der Linie S6 über Kalsdorf und den Hengsbergtunnel zur Wieserbahn erschlossen.
Die Koralmbahn, die eine direkte Zugverbindung zwischen den Großstädten Wien, Graz und der Klagenfurt (Landeshauptstadt des Bundeslandes Kärnten) ermöglichen wird, befindet sich derzeit im Bau. Die Strecke, deren Herzstück der 33 Kilometer lange Koralmtunnel sein wird, wird voraussichtlich bis zum Jahr 2026 fertiggestellt und läuft zum Teil entlang der Wieserbahn.
Internationale Zugverbindungen, die über die Steiermark führen, sind etwa die Relationen von Wien nach Ljubljana (über Graz), von Wien nach Zagreb (über Graz), von Graz nach Zürich, von Graz nach Budapest, von Graz nach Frankfurt am Main sowie von Graz nach Saarbrücken. Bedeutende österreichische Städte, in die Direktverbindungen von Graz bestehen, sind unter anderem Innsbruck, Salzburg und Wien.
Bahnstrecken von untergeordneter Bedeutung, die regelmäßig von Regionalzügen oder S-Bahnen im Personenverkehr befahren werden, sind:
- die Steirische Ostbahn,
- die Landesbahn Gleisdorf–Weiz,
- die Radkersburger Bahn,
- die Landesbahn Feldbach–Bad Gleichenberg,
- die Köflacherbahn und die Wieserbahn (gemeinsam auch als „Steirische Westbahn“ bezeichnet[33]),
- die Lokalbahn Peggau–Übelbach,
- die Murtalbahn und
- die Thermenbahn.

Auf manchen Bahnstrecken wie der Lokalbahn Mixnitz–Sankt Erhard und der Feistritztalbahn findet planmäßig nur noch Güterverkehr statt. Die Erzbergbahn und die Stainzerbahn verkehren nur noch als Museumsbahnen.
Die S-Bahn Steiermark wurde im Dezember 2007 mit sechs Linien eröffnet und ist noch in der Ausbauphase. An diesem Projekt wird seit 1998 gearbeitet. Die Inbetriebnahme erfolgte am 9. Dezember 2007, und die Fertigstellung soll bis 2026 erfolgen. Die S-Bahn bietet bessere Verbindungen im 15-Minuten-Takt. Insgesamt werden im Vollbetrieb bis zu zwölf (aktuell elf, Gleichenberger Bahn S32 nach Ostbahn-Elektrifizierung geplant) S-Bahn-Linien in den Großräumen Graz und Obersteirischer Zentralraum im Einsatz sein. Die S-Bahn ist eine Kooperation zwischen den Bahngesellschaften ÖBB, StB und GKB.

#### Fernstraßen

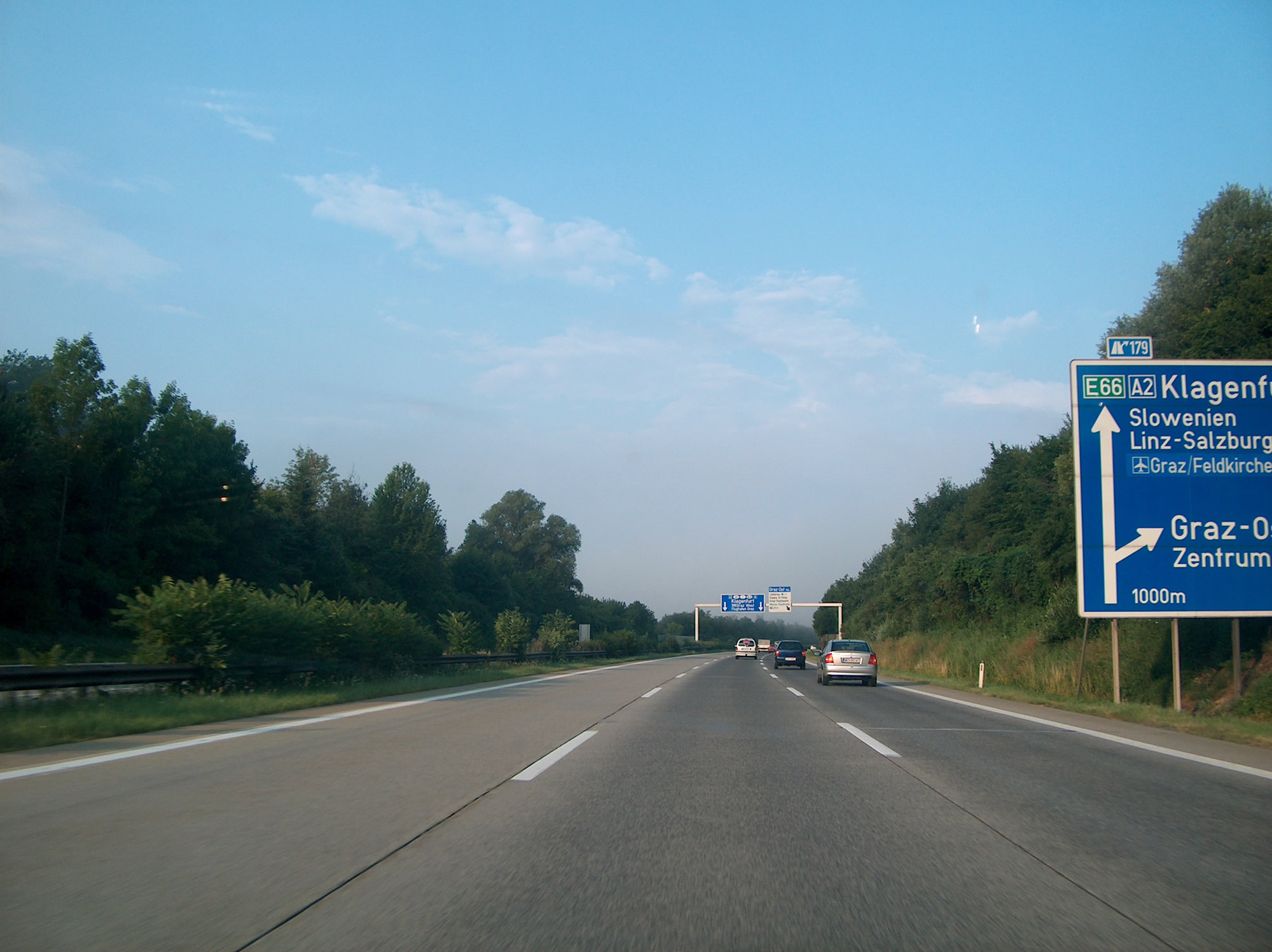
Süd Autobahn zwischen Laßnitzhöhe und Graz

Durch die Steiermark führen derzeit zwei Autobahnen und vier Schnellstraßen.
- Die Süd Autobahn A 2 führt von Wien über den Wechsel, Graz, die Pack, Klagenfurt an die Staatsgrenze zu Italien bei Arnoldstein. Der Abschnitt Gleisdorf–Graz–Mooskirchen war der erste Autobahnabschnitt in der Steiermark, er wurde schon anfangs sechsspurig gebaut (schmaler Pannenstreifen).
- Die Pyhrn Autobahn A 9 führt vom oberösterreichischen Knoten Voralpenkreuz durch den mautpflichtigen Bosrucktunnel in das steirische Ennstal, über das Palten- und Liesingtal und den mautpflichtigen Gleinalmtunnel über Graz (die Stadt wird durch den Plabutschtunnel großteils umfahren) bis nach Spielfeld an der Grenze zu Slowenien.
- Die Semmering Schnellstraße S 6 verbindet die Süd-Autobahn beim niederösterreichischen Knoten Seebenstein über den Semmering mit dem Autobahnknoten St. Michael an der Pyhrnautobahn.
- Die Fürstenfelder Schnellstraße S 7 führt vom Knoten Riegersdorf der A 2 in das südliche Lafnitztal, eine Weiterführung zum österreichisch-ungarischen Grenzübergang Heiligenkreuz ist in Bau.
- Die Brucker Schnellstraße S 35 führt entlang des mittleren Abschnitts der Mur und verbindet den Ballungsraum Mur-Mürz-Furche mit der Hauptstadt Graz. Sie beginnt am Knoten Bruck und mündet am Knoten Deutschfeistritz in die Pyhrn Autobahn A 9.
- Die Murtal Schnellstraße S 36 führt vom Autobahnknoten St. Michael bis Judenburg-West, soll aber bis Scheifling verlängert werden, wo sie mit der ebenfalls geplanten Klagenfurter Schnellstraße S 37 zusammenschließen soll.

Im Jahr 2017 lag der Motorisierungsgrad (Personenkraftwagen pro 1.000 Einwohner) bei 602.

#### Radverkehr

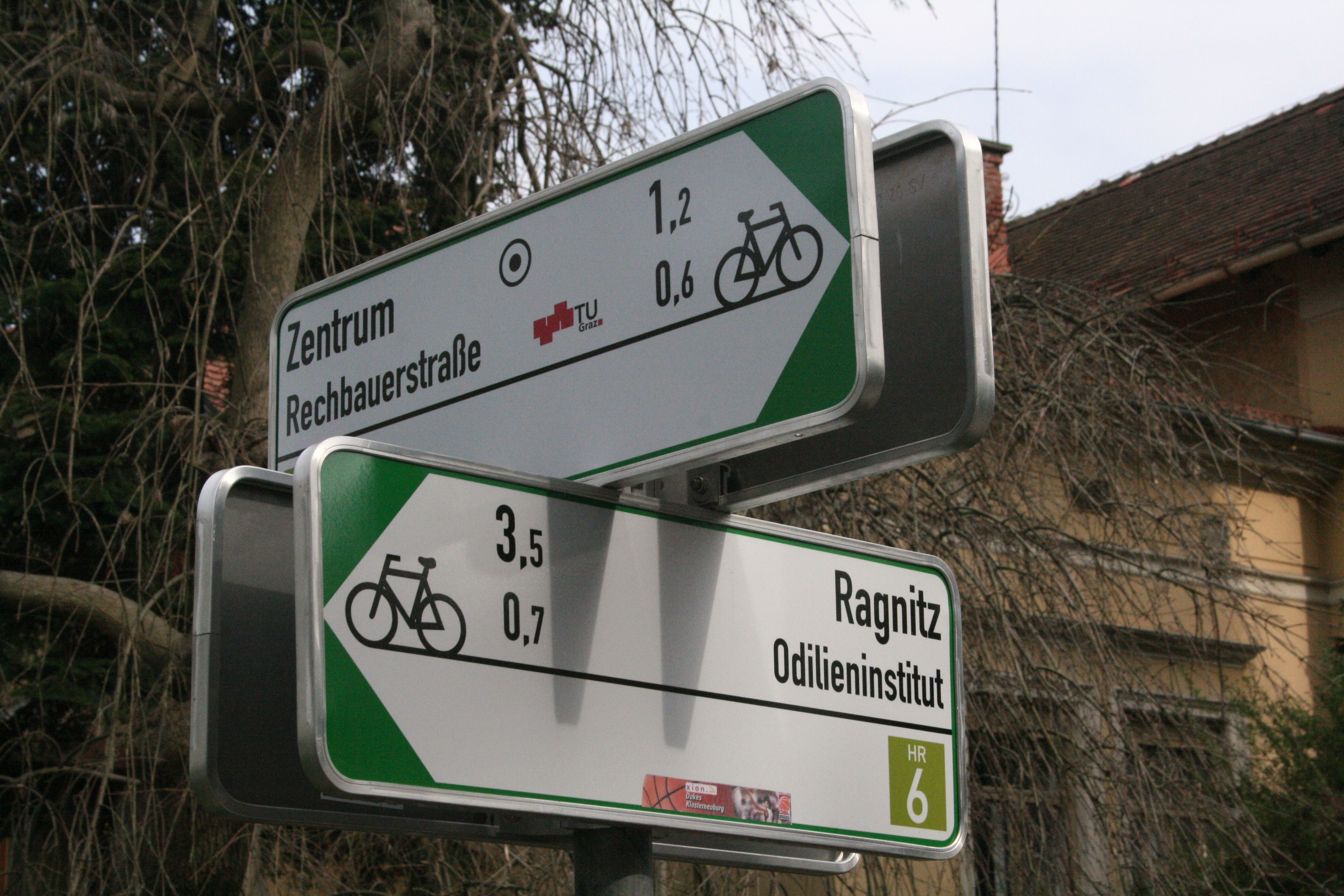
Wegweiser für Radfahrer in Graz

In der steirischen Hauptstadt Graz ist der Radverkehr mit 16 % Anteil an der Verkehrsmittelwahl – für österreichische Verhältnisse – sehr stark ausgeprägt. In der gesamten Steiermark beträgt der Anteil des Radverkehrs am Verkehrsaufkommen rund 6 % und liegt damit in etwa im gesamtösterreichischen Durchschnitt. In der Strategie Radverkehr Steiermark 2008–2012 des Landes Steiermark wird als Ziel für das Jahr 2012 eine Verdopplung des Radverkehrsanteils auf 12 % angegeben. Besonders das Radfahren im Alltag soll damit gefördert werden.
Eine große Bedeutung hat der Radtourismus in der Steiermark. Der Murradweg, der zum größten Teil auf steirischem Gebiet, und zwar von Predlitz an der Grenze zum Lungau bis an die steirisch-slowenische Grenze bei Bad Radkersburg verläuft, ist der bedeutendste touristische Radweg des Landes. Insgesamt gibt es in der Steiermark über 2000 Kilometer überregionale Radwege.

#### Flughafen Graz

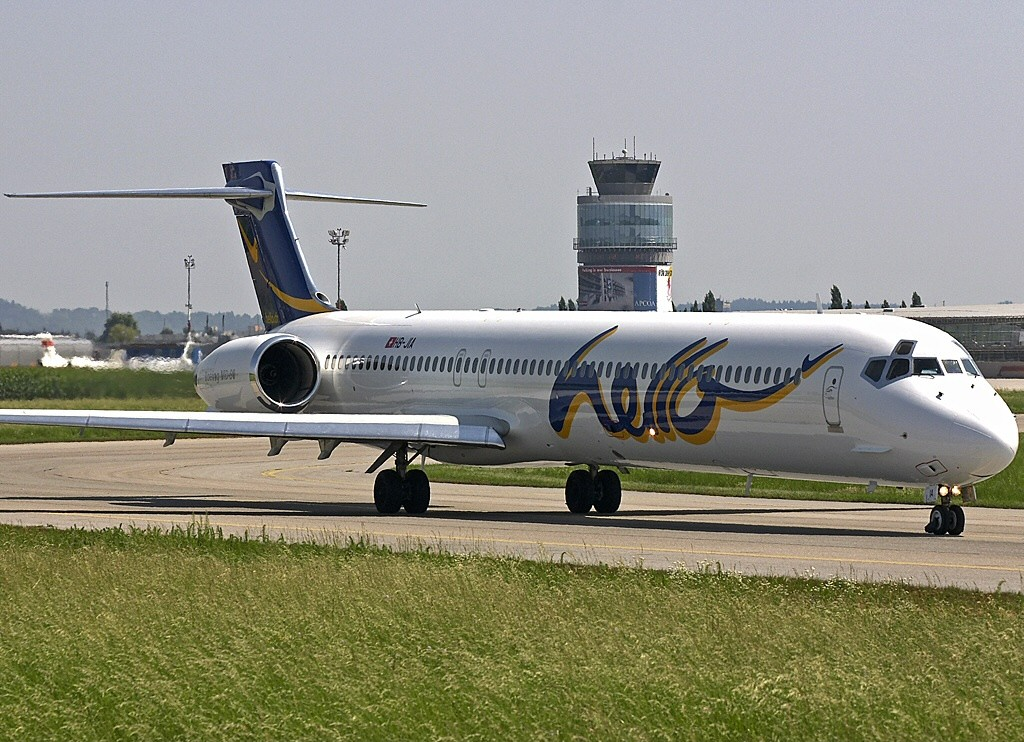
MD-90 am Flughafen Graz

Etwa 10 km südlich des Grazer Stadtzentrums liegt der mit Autobus und Bahn erreichbare Flughafen Graz. Gemessen am Passagieraufkommen im Linienverkehr ist er nach Wien und Salzburg der drittgrößte Flughafen Österreichs und liegt auch im Frachtaufkommen in Österreich auf Platz drei. Austrian Airlines bieten Direktverbindungen nach Düsseldorf, Frankfurt, Stuttgart und Wien an, KLM nach Amsterdam, Lufthansa nach München, Swiss nach Zürich und Turkish Airlines nach Istanbul.
Im Bedarfsverkehr werden vor allem Ferienziele am Mittelmeer angeflogen.
Am Flughafen befindet sich seit dem Jahr 1981 auch das österreichische Luftfahrtmuseum.

### Bildungswesen (Schuljahr 2012/13)
- Vorschulisch:
  - Kinderkrippen: 155 (2.508 Kinder)
  - Kindergärten: 704 (27.413 Kinder)
  - Horte: 63 (2.584 Kinder)
  - Altersgemischte Betreuungseinrichtungen: 14 (522 Kinder)

- Pflichtschulen:
  - Volksschulen: 484 (43.645 Schüler)
  - Hauptschulen: 139 (19.068 Schüler)
  - Sonderschulen 24 (676 Schüler)
  - Polytechnische Schulen: 42 (2.233 Schüler)
  - Neue Mittelschulen: 107 (10.805 Schüler)

- Weiterführende Schulen:
  - Allgemeinbildende Höhere Schulen: 48 (27.112 Schüler)
  - Berufsbildende Pflichtschulen: 20 (18.882 Schüler)
  - Berufsbildende mittlere Schulen: 69 (5.576 Schüler)
  - Berufsbildende höhere Schulen: 43 (17.441 Schüler)
  - Lehrerbildende mittlere und höhere Schulen: 8 (2.507 Schüler)
  - Schulen im Gesundheitswesen: 35 (3.693 Schüler)

- Universitäten (Wintersemester 2017/18[5]):
  - Universität Graz: 30.130 Studierende
  - Medizinische Universität Graz: 3.732 Studierende
  - Technische Universität Graz: 16.247 Studierende
  - Montanuniversität Leoben: 3.811 Studierende
  - Universität für Musik und darstellende Kunst Graz: 1.880 Studierende
  - Pädagogische Hochschulen: 1.999 Studierende

- Fachhochschulen:
  - Campus 02 Fachhochschule der Wirtschaft Steiermark: 1.167 Studierende
  - FH Joanneum: 4.637 Studierende (2019)[35]

## Kunst und Kultur

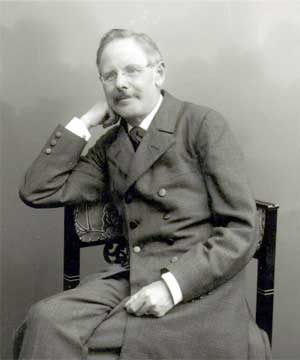
Peter Rosegger (1843–1918)

Die Steiermark war bereits im Mittelalter ein kulturelles Zentrum. Ulrich von Liechtenstein (1200–1275) war einer der bedeutendsten Minnesänger; die Steirische Reimchronik aus der Zeit um 1300 gilt als erstes umfassendes Geschichtswerk in deutscher Sprache.
Im Bereich der Literatur ist insbesondere Peter Rosegger zu nennen, dessen sozialkritische Romane meist in seiner obersteirischen Heimat spielen, daneben im frühen 20. Jahrhundert auch Ottokar Kernstock, Franz Nabl und Max Mell. Seit Beginn der 1960er Jahre ist Graz ein bedeutender Kristallisationspunkt der zeitgenössischen österreichischen Literatur: Um das Forum Stadtpark und die Zeitschrift manuskripte gruppierten sich Autoren und Autorinnen wie Elfriede Jelinek, Alfred Kolleritsch, Wolfgang Bauer und Peter Handke. Reinhard P. Gruber hat mit seinem Roman Aus dem Leben Hödlmosers der Steiermark ein satirisches Denkmal gesetzt.
Die Komponisten Hugo Wolf, Johann Joseph Fux und Robert Stolz stammen aus der Steiermark. Das klassische Musikfestival Styriarte findet seit 1985 jährlich statt. Im Bereich der populären Musik sind Künstler wie S.T.S. und Andreas Gabalier sowie EAV zu internationaler Bekanntheit gelangt.
In der Steiermark wird das kulturelle Leben maßgeblich durch regelmäßige Veranstaltungen wie die Regionale, die die früheren steirischen Landesausstellungen abgelöst hat, das Filmfestival Diagonale und den Steirischen Herbst geprägt.
Mit dem 1811 von Erzherzog Johann, dem späteren deutschen Reichsverweser, gegründeten Universalmuseum Joanneum (vormals Landesmuseum Joanneum) beheimatet die Steiermark ein Museum mit zehn Standorten und 17 Museen – darunter etwa das Kunsthaus Graz, Schloss Eggenberg, das Landeszeughaus, das Landschaftsmuseum Schloss Trautenfels, Schloss Stainz mit seinem Jagd- und Landwirtschaftsmuseum und dem 2011 eröffneten Joanneumsviertel, in dem sich auch die Neue Galerie Graz befindet.
Darüber hinaus verfügt die Steiermark über eine lebendige Volkskultur. Durch die Bemühungen Erzherzog Johanns und bedeutender Gelehrter wie Viktor Geramb und Konrad Mautner wurde sehr viel Kulturgut erhalten, welches in anderen Teilen Mitteleuropas verloren ging. Volksmusik, Tracht (Steireranzug) und Volkstanz werden im Land gepflegt. Veranstaltungen wie Aufsteirern und das Narzissenfest sind in diesem Zusammenhang erwähnenswert.

### Sehenswürdigkeiten

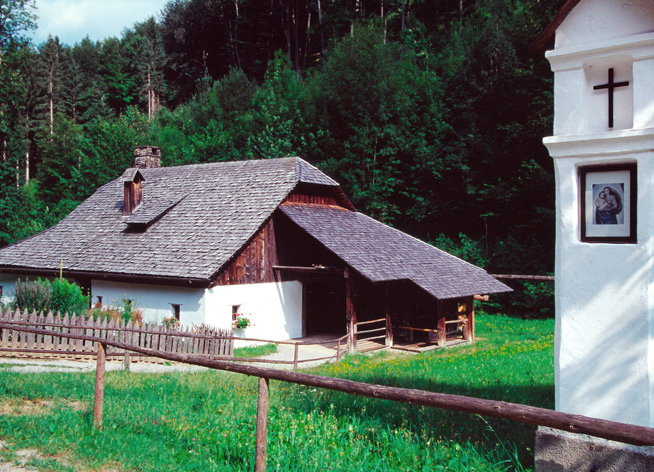
Alte Schmiede im Österreichischen Freilichtmuseum in Stübing bei Graz

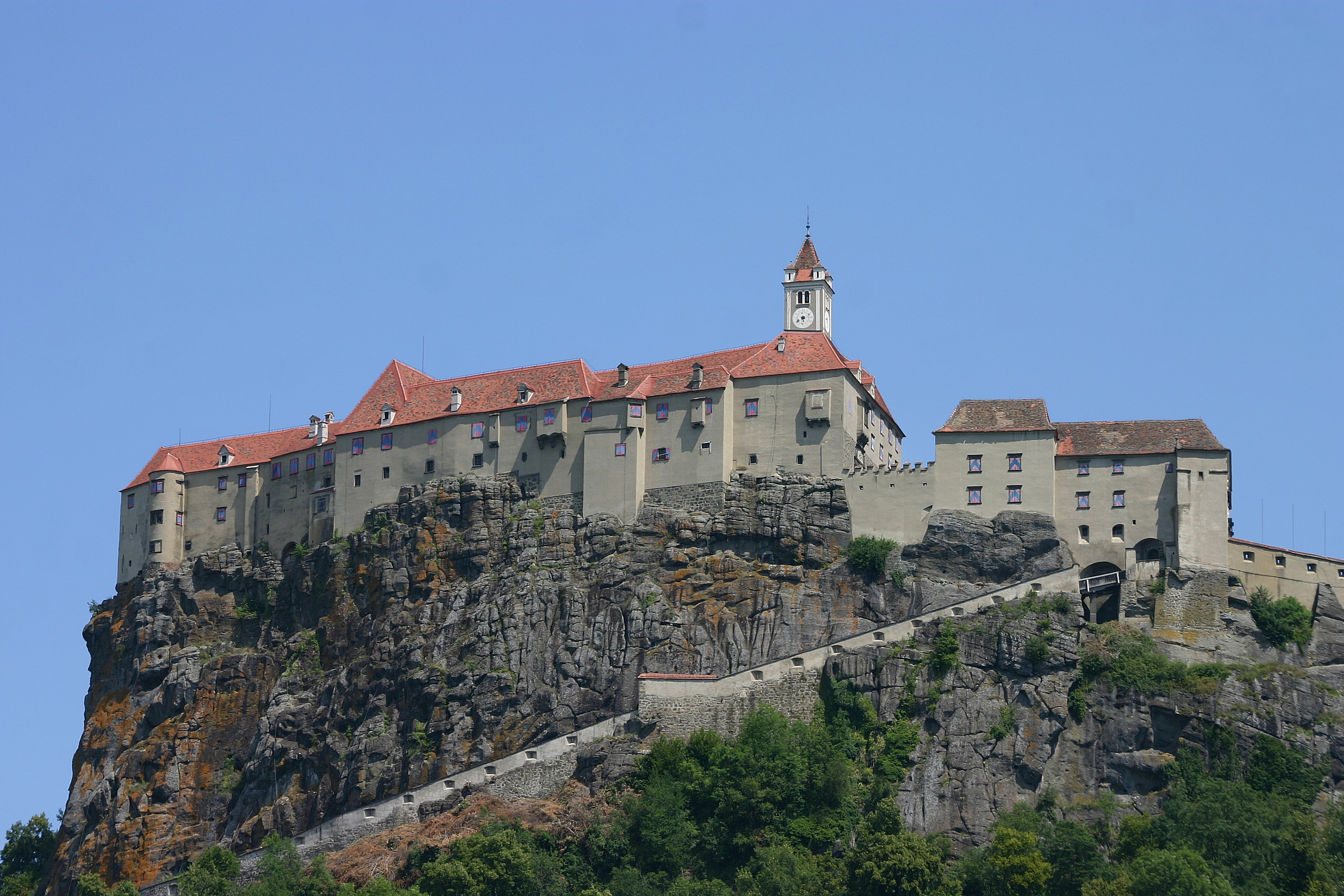
Die Riegersburg

Zu den bekanntesten Sehenswürdigkeiten der Steiermark zählen
- die größte Marien-Wallfahrtskirche Österreichs Basilika von Mariazell,
- der Erzberg in Eisenerz,
- das Benediktinerstift Admont,
- das weltweit älteste aktive Zisterzienserstift Rein (gegr. 1129),
- der Tier- und Naturpark Schloss Herberstein,
- das Bundesgestüt Piber der Lipizzaner,
- der Dachstein,
- das Österreichische Freilichtmuseum in Stübing bei Graz,
- die Riegersburg,
- der Grüne See,
- die Skiflugschanze Kulm in Bad Mitterndorf/Tauplitz sowie
- die Landeshauptstadt Graz, deren Altstadt zum Weltkulturerbe zählt.

Die bekannteste barocke Schlossanlage der Steiermark ist das Schloss Eggenberg in Graz, in dem heute die Alte Galerie des Universalmuseums Joanneum untergebracht ist. Den Schlosspark besuchen im Jahr etwa eine Million zahlende Gäste.
Der Tier- und Naturpark Schloss Herberstein ist ein Zoo in der steirischen Gemeinde Stubenberg am See, nahe St. Johann bei Herberstein mit einer Größe von ungefähr 40 Hektar. Im Park befindet sich auch das Schloss Herberstein dessen Anfänge ins 12. Jahrhundert zurückreichen.
Die größte Burg in der Steiermark ist die Riegersburg, deren Anfänge ins 11. Jahrhundert zurückreichen. Sie befindet sich im gleichnamigen Ort, Riegersburg im Bezirk Südoststeiermark. Die zweitgrößte Burg ist die Burg Strechau in der Obersteiermark über Rottenmann.
Die Burg Oberkapfenberg in der Stadt Kapfenberg beherbergt heute eine Sammlung von historischen Waffen und eine Greifvogelschau. Die größte Festung der Steiermark war der Grazer Schloßberg. Die Festung steht als eine nie eingenommene Anlage im Guinness-Buch der Rekorde. Erst nachdem Napoleon Wien eroberte und mit der Zerstörung der Hauptstadt drohte, ergab sich der Schlossberg und französische Truppen schleiften den Großteil der Bauten.

### Kulinarik

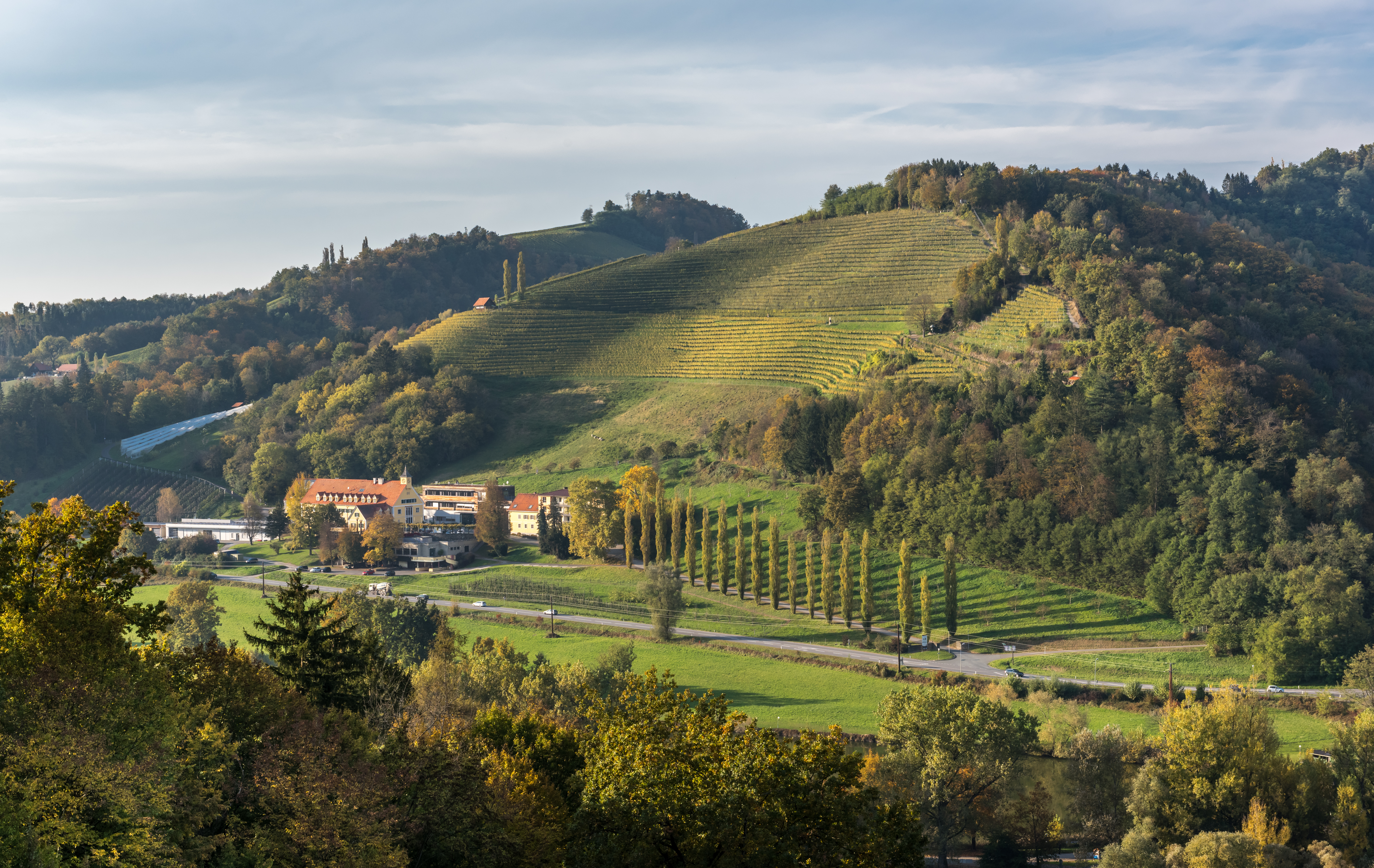
Blick in die Weinberge der Südsteiermark bei Leibnitz

Eine kulinarischen Spezialität der Steiermark ist das Kernöl. Die Bezeichnung Steirisches Kürbiskernöl ist seit 1992 ein geschütztes Markenzeichen. Weiters sind zu nennen Käferbohnen, Schilcher, Steirischer Junker und die Produkte der Zotter Schokoladen. Bekannte Brauerzeugnisse sind Murauer, Schladminger, Puntigamer, Reininghaus und Gösser Bier.
Typisch steirische Weine werden aus den folgenden Rebsorten gewonnen: Welschriesling, Weißburgunder, Morillon, Sauvignon Blanc, Gelber Muskateller, Grauburgunder, Riesling und Traminer. Aus der Weststeiermark kommt der hellrot „schillernde“ Schilcher.
Zu den berühmten typisch steirischen Mahlzeiten zählt der Sterz. Dieser kann auf verschiedenste Arten zubereitet werden und wird zusammen mit Kaffee oder auch Suppen gegessen. So ist auch in dem zum Volkslied gewordenen Lied der Kern-Buam Da Steirische Brauch vom „Türkensterz mit ana Schwaummsuppn drauf“ die Rede.